# Italia ai Giochi della XXXI Olimpiade

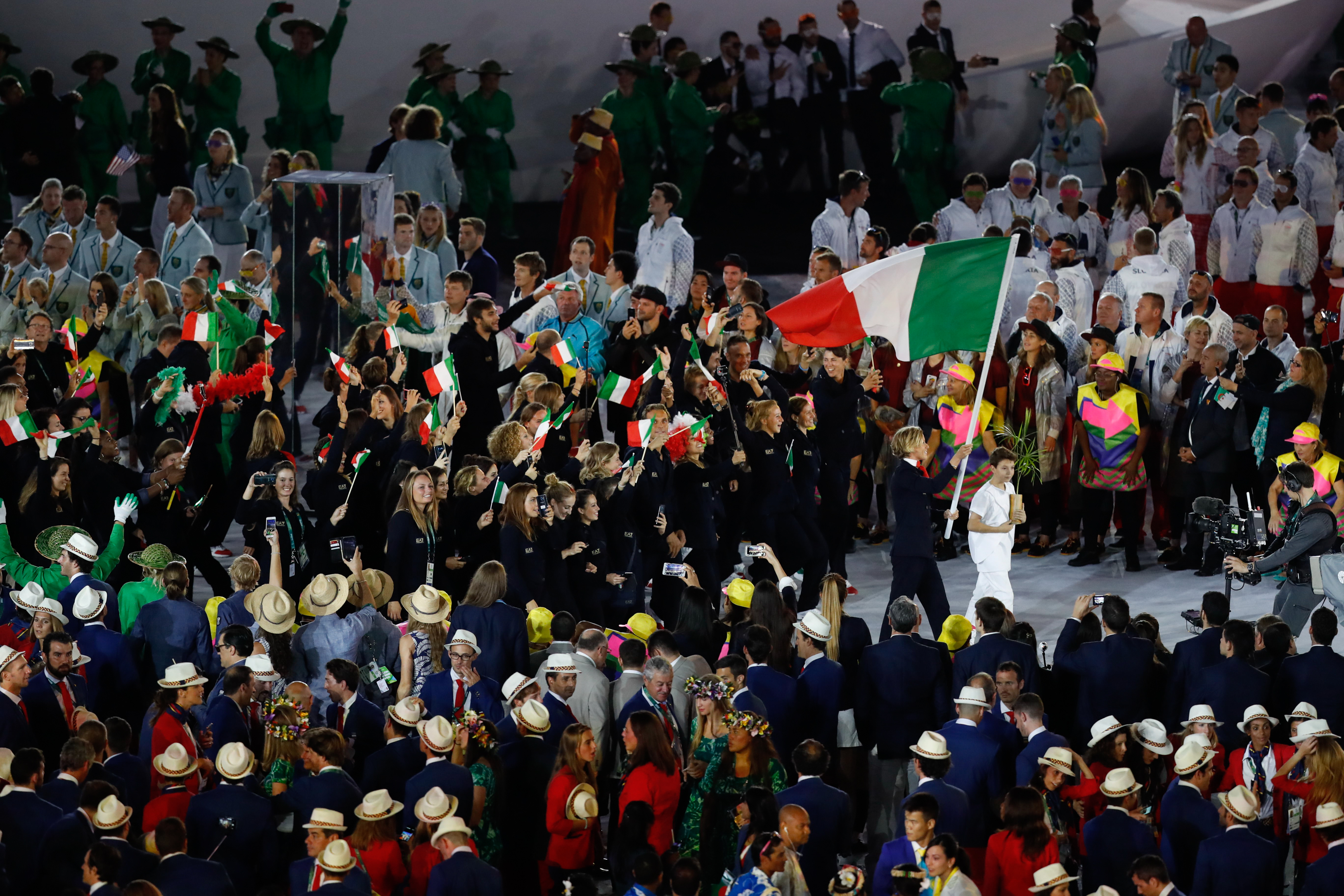
La delegazione italiana sfila alla cerimonia di apertura dei Giochi della XXXI Olimpiade

L'Italia ha partecipato ai Giochi della XXXI Olimpiade che si sono svolti a Rio de Janeiro in Brasile dal 5 al 21 agosto 2016. Gli atleti della delegazione sono stati 314, 170 uomini e 144 donne, divisi nelle diverse discipline come segue.

## Medagliere
| Riepilogo quotidiano | Riepilogo quotidiano | Riepilogo quotidiano | Riepilogo quotidiano | Riepilogo quotidiano | Riepilogo quotidiano | Riepilogo quotidiano |
| -------------------- | -------------------- | -------------------- | -------------------- | -------------------- | -------------------- | -------------------- |
| Giorno               | Data                 |                      |                      |                      | Totale               |                      |
| 1º                   | 6 agosto             | 0                    | 1                    | 1                    | 2                    |                      |
| 2º                   | 7 agosto             | 2                    | 2                    | 1                    | 5                    |                      |
| 3º                   | 8 agosto             | 1                    | 1                    | 0                    | 2                    |                      |
| 4º                   | 9 agosto             | 0                    | 0                    | 0                    | 0                    |                      |
| 5º                   | 10 agosto            | 0                    | 2                    | 0                    | 2                    |                      |
| 6º                   | 11 agosto            | 0                    | 0                    | 1                    | 1                    |                      |
| 7º                   | 12 agosto            | 1                    | 1                    | 1                    | 3                    |                      |
| 8º                   | 13 agosto            | 2                    | 0                    | 1                    | 3                    |                      |
| 9º                   | 14 agosto            | 1                    | 1                    | 1                    | 3                    |                      |
| 10º                  | 15 agosto            | 1                    | 1                    | 0                    | 2                    |                      |
| 11º                  | 16 agosto            | 0                    | 0                    | 0                    | 0                    |                      |
| 12º                  | 17 agosto            | 0                    | 0                    | 0                    | 0                    |                      |
| 13º                  | 18 agosto            | 0                    | 1                    | 0                    | 1                    |                      |
| 14º                  | 19 agosto            | 0                    | 1                    | 0                    | 1                    |                      |
| 15º                  | 20 agosto            | 0                    | 0                    | 1                    | 1                    |                      |
| 16º                  | 21 agosto            | 0                    | 1                    | 1                    | 2                    |                      |
| Totale               | Totale               | 8                    | 12                   | 8                    | 28                   |                      |

### Per disciplina
| Sport             | Oro | Argento | Bronzo | Totale |
| ----------------- | --- | ------- | ------ | ------ |
| Tiro a segno/volo | 4   | 3       | 0      | 7      |
| Scherma           | 1   | 3       | 0      | 4      |
| Nuoto             | 1   | 1       | 2      | 4      |
| Judo              | 1   | 1       | 0      | 2      |
| Ciclismo          | 1   | 0       | 1      | 2      |
| Pallanuoto        | 0   | 1       | 1      | 2      |
| Tuffi             | 0   | 1       | 1      | 2      |
| Beach volley      | 0   | 1       | 0      | 1      |
| Pallavolo         | 0   | 1       | 0      | 1      |
| Canottaggio       | 0   | 0       | 2      | 2      |
| Lotta libera      | 0   | 0       | 1      | 1      |
| Totale            | 8   | 12      | 8      | 28     |

### Medaglie
| Medaglia | Nome | Sport             | Evento                                |
| -------- | --- | ----------------- | ------------------------------------- |
| Oro      | Fabio Basile | Judo              | 66 kg maschile                        |
| Oro      | Daniele Garozzo | Scherma           | Fioretto individuale maschile         |
| Oro      | Niccolò Campriani | Tiro a segno      | Carabina 10 m aria compressa maschile |
| Oro      | Diana Bacosi | Tiro a volo       | Skeet femminile                       |
| Oro      | Gabriele Rossetti | Tiro a volo       | Skeet maschile                        |
| Oro      | Gregorio Paltrinieri | Nuoto             | 1500 m stile libero maschili          |
| Oro      | Niccolò Campriani | Tiro a segno      | Carabina 50 m 3 posizioni maschile    |
| Oro      | Elia Viviani | Ciclismo su pista | Omnium maschile                       |
| Argento  | Rossella Fiamingo | Scherma           | Spada individuale femminile           |
| Argento  | Tania Cagnotto Francesca Dallapé | Tuffi             | Trampolino 3 metri sincro femminile   |
| Argento  | Odette Giuffrida | Judo              | 52 kg femminile                       |
| Argento  | Giovanni Pellielo | Tiro a volo       | Trap maschile                         |
| Argento  | Marco Innocenti | Tiro a volo       | Double trap maschile                  |
| Argento  | Elisa Di Francisca | Scherma           | Fioretto individuale femminile        |
| Argento  | Chiara Cainero | Tiro a volo       | Skeet femminile                       |
| Argento  | Andrea Santarelli Marco Fichera Enrico Garozzo Paolo Pizzo | Scherma           | Spada a squadre maschile              |
| Argento  | Rachele Bruni | Nuoto             | 10 km femminili                       |
| Argento  | Daniele Lupo Paolo Nicolai | Beach volley      | Torneo maschile                       |
| Argento  | Italia | Pallanuoto        | Torneo femminile                      |
| Argento  | Daniele Sottile Luca Vettori Osmany Juantorena Simone Giannelli Salvatore Rossini Ivan Zaytsev Filippo Lanza Simone Buti Massimo Colaci Matteo Piano Emanuele Birarelli Oleg Antonov                                          | Pallavolo         | Torneo maschile                       |
| Bronzo   | Gabriele Detti | Nuoto             | 400 metri stile libero maschili       |
| Bronzo   | Elisa Longo Borghini | Ciclismo          | Corsa in linea femminile              |
| Bronzo   | Marco Di Costanzo Giovanni Abagnale | Canottaggio       | 2 senza maschile                      |
| Bronzo   | Matteo Castaldo Matteo Lodo Domenico Montrone Giuseppe Vicino | Canottaggio       | 4 senza maschile                      |
| Bronzo   | Gabriele Detti | Nuoto             | 1500 m stile libero maschili          |
| Bronzo   | Tania Cagnotto | Tuffi             | Trampolino 3 metri femminile          |
| Bronzo   | Stefano Tempesti Francesco Di Fulvio Niccolò Gitto Pietro Figlioli Andrea Fondelli Alessandro Velotto Alessandro Nora Valentino Gallo Nicholas Presciutti Michaël Bodegas Matteo Aicardi Christian Presciutti Marco Del Lungo | Pallanuoto        | Torneo maschile                       |
| Bronzo   | Frank Chamizo Marquez | Lotta libera      | 65 kg maschile                        |

### Statistiche
Medagliati in più edizioni
| Nome                 | Sport        | Evento                                | '00    | '04     | '08     | '12     | '16     |
| -------------------- | ------------ | ------------------------------------- | ------ | ------- | ------- | ------- | ------- |
| Matteo Aicardi       | Pallanuoto   | Torneo maschile                       | -      | -       | -       | Argento | Bronzo  |
| Emanuele Birarelli   | Pallavolo    | Torneo maschile                       | -      | -       | -       | Bronzo  | Argento |
| Chiara Cainero       | Tiro a volo  | Skeet femminile                       | -      | -       | Oro     | -       | Argento |
| Niccolò Campriani    | Tiro a segno | Carabina 10 m aria compressa maschile | -      | -       | -       | Argento | Oro     |
| Niccolò Campriani    | Tiro a segno | Carabina 50 m 3 posizioni maschile    | -      | -       | -       | Oro     | Oro     |
| Elisa Di Francisca   | Scherma      | Fioretto individuale femminile        | -      | -       | -       | Oro     | Argento |
| Elisa Di Francisca   | Scherma      | Fioretto a squadre femminile          | -      | -       | -       | Oro     | NE      |
| Tania Di Mario       | Pallanuoto   | Torneo femminile                      | -      | Oro     | -       | -       | Argento |
| Pietro Figlioli      | Pallanuoto   | Torneo maschile                       | -      | -       | -       | Argento | Bronzo  |
| Valentino Gallo      | Pallanuoto   | Torneo maschile                       | -      | -       | -       | Argento | Bronzo  |
| Niccolò Gitto        | Pallanuoto   | Torneo maschile                       | -      | -       | -       | Argento | Bronzo  |
| Giovanni Pellielo    | Tiro a volo  | Trap maschile                         | Bronzo | Argento | Argento | -       | Argento |
| Christian Presciutti | Pallanuoto   | Torneo maschile                       | -      | -       | -       | Argento | Bronzo  |
| Stefano Tempesti     | Pallanuoto   | Torneo maschile                       | -      | -       | -       | Argento | Bronzo  |
| Ivan Zaytsev         | Pallavolo    | Torneo maschile                       | -      | -       | -       | Bronzo  | Argento |

Medaglie per genere
| Genere | Oro | Argento | Bronzo | Totale |
| ------ | --- | ------- | ------ | ------ |
| Uomini | 7   | 5       | 6      | 18     |
| Donne  | 1   | 7       | 2      | 10     |

Plurimedagliati
| Nome              | Sport        | Oro | Argento | Bronzo | Totale |
| ----------------- | ------------ | --- | ------- | ------ | ------ |
| Niccolò Campriani | Tiro a segno | 2   | 0       | 0      | 2      |
| Tania Cagnotto    | Tuffi        | 0   | 1       | 1      | 2      |
| Gabriele Detti    | Nuoto        | 0   | 0       | 2      | 2      |

## Delegazione
| Sport               | Uomini | Donne | Totale |
| ------------------- | ------ | ----- | ------ |
| Atletica leggera    | 15     | 23    | 38     |
| Badminton           | 0      | 1     | 1      |
| Beach volley        | 4      | 2     | 6      |
| Canoa/Kayak         | 7      | 1     | 8      |
| Canottaggio         | 25     | 4     | 29     |
| Ciclismo            | 14     | 9     | 23     |
| Equitazione         | 4      | 2     | 6      |
| Ginnastica          | 1      | 11    | 12     |
| Golf                | 2      | 2     | 4      |
| Judo                | 3      | 3     | 6      |
| Lotta               | 2      | 0     | 2      |
| Nuoto               | 20     | 14    | 34     |
| Nuoto sincronizzato | -      | 9     | 9      |
| Pallanuoto          | 13     | 13    | 26     |
| Pallavolo           | 12     | 12    | 24     |
| Pentathlon moderno  | 2      | 2     | 4      |
| Pugilato            | 6      | 1     | 7      |
| Scherma             | 10     | 7     | 17     |
| Sollevamento pesi   | 1      | 1     | 2      |
| Tennis              | 4      | 3     | 7      |
| Tiro                | 10     | 4     | 14     |
| Tiro con l'arco     | 3      | 3     | 6      |
| Triathlon           | 2      | 2     | 4      |
| Tuffi               | 4      | 4     | 8      |
| Vela                | 6      | 7     | 13     |
| Totale              | 170    | 144   | 314    |

## Risultati

### Atletica leggera
Tra i qualificati ai Giochi, nel settore dell'atletica leggera figurava anche Gianmarco Tamberi; tuttavia il 15 luglio, a circa un mese dall'inizio dell'evento, il saltatore si infortunò durante una gara della Diamond League a Monaco, durante la quale aveva ottenuto il primo posto e migliorato il record italiano portandolo a 2,39 m.
Nella rosa dei qualificati, inoltre, era presente il marciatore Alex Schwazer, ma in seguito ad una vicenda controversa che lo ha visto positivo ad una controanalisi dell'anti-doping su un campione precedentemente risultato negativo, la federazione internazionale lo ha sospeso in via cautelare, in attesa di una sentenza da parte del TAS che ha stabilito la sua squalifica per 8 anni durante le Olimpiadi.
| Q | Qualificato al turno successivo per la posizione in qualificazione                                                           |
| q | Qualificato per il turno successivo per ripescaggio o, negli eventi su campo, conquistando la misura minima per qualificarsi |

Eventi su pista e strada
Maschile
| Atleta             | Evento       | Batteria  | Batteria  | Semifinale      | Semifinale      | Finale          | Finale          |
| Atleta             | Evento       | Risultato | Posizione | Risultato       | Posizione       | Risultato       | Posizione       |
| ------------------ | ------------ | --------- | --------- | --------------- | --------------- | --------------- | --------------- |
| Fausto Desalu      | 200 m piani  | 20"65     | 49º       | non qualificato | non qualificato | non qualificato | non qualificato |
| Davide Manenti     | 200 m piani  | 20"51     | 34º       | non qualificato | non qualificato | non qualificato | non qualificato |
| Matteo Galvan      | 200 m piani  | 20"58     | 40º Q     | 20"88           | 24°             | non qualificato | non qualificato |
| Matteo Galvan      | 400 m piani  | 46"07     | 34º       | non qualificato | non qualificato | non qualificato | non qualificato |
| Giordano Benedetti | 800 m piani  | 1'49"40   | 42º Q     | 1'46"41         | 20º             | non qualificato | non qualificato |
| Abdoullah Bamoussa | 3000 m siepi | 8'42"81   | 34º       | N.D.            | N.D.            | non qualificato | non qualificato |
| Yuri Floriani      | 3000 m siepi | 8'40"80   | 32º       | N.D.            | N.D.            | non qualificato | non qualificato |
| Stefano La Rosa    | Maratona     | N.D.      | N.D.      | N.D.            | N.D.            | 2h18'57"        | 57º             |
| Daniele Meucci     | Maratona     | N.D.      | N.D.      | N.D.            | N.D.            | dnf             | dnf             |
| Ruggero Pertile    | Maratona     | N.D.      | N.D.      | N.D.            | N.D.            | 2h17'30"        | 38º             |
| Matteo Giupponi    | Marcia 20 km | N.D.      | N.D.      | N.D.            | N.D.            | 1h20'27"        | 8º              |
| Matteo Giupponi    | Marcia 50 km | N.D.      | N.D.      | N.D.            | N.D.            | dnf             | dnf             |
| Teodorico Caporaso | Marcia 50 km | N.D.      | N.D.      | N.D.            | N.D.            | dq              | dq              |
| Marco De Luca      | Marcia 50 km | N.D.      | N.D.      | N.D.            | N.D.            | 3h54'40"        | 21º             |

Femminile
| Atleta                                                                        | Evento            | Batteria  | Batteria  | Semifinale      | Semifinale      | Finale          | Finale          |
| Atleta                                                                        | Evento            | Risultato | Posizione | Risultato       | Posizione       | Risultato       | Posizione       |
| ----------------------------------------------------------------------------- | ----------------- | --------- | --------- | --------------- | --------------- | --------------- | --------------- |
| Gloria Hooper                                                                 | 200 m piani       | 23"05     | 33ª       | non qualificata | non qualificata | non qualificata | non qualificata |
| Maria Benedicta Chigbolu                                                      | 400 m piani       | 52"06     | 26ª       | non qualificata | non qualificata | non qualificata | non qualificata |
| Libania Grenot                                                                | 400 m piani       | 51"17     | 5ª Q      | 50"60           | 6ª q            | 51"25           | 8ª              |
| Yusneysi Santiusti                                                            | 800 m piani       | 2'00"45   | 24ª q     | 2'00"80         | 18ª             | non qualificata | non qualificata |
| Margherita Magnani                                                            | 1500 m piani      | 4'09"74   | 21ª       | non qualificata | non qualificata | non qualificata | non qualificata |
| Veronica Inglese                                                              | 10000 m piani     | N.D.      | N.D.      | N.D.            | N.D.            | 32'11"67        | 30ª             |
| Marzia Caravelli                                                              | 400 m ostacoli    | 57"77     | 37ª       | non qualificata | non qualificata | non qualificata | non qualificata |
| Ayomide Folorunso                                                             | 400 m ostacoli    | 55"78     | 9ª Q      | 56"37           | 19ª             | non qualificata | non qualificata |
| Yadisleidy Pedroso                                                            | 400 m ostacoli    | 55"91     | 11ª Q     | 55"78           | 12ª             | non qualificata | non qualificata |
| Catherine Bertone                                                             | Maratona          | N.D.      | N.D.      | N.D.            | N.D.            | 2h33'29"        | 25ª             |
| Anna Incerti                                                                  | Maratona          | N.D.      | N.D.      | N.D.            | N.D.            | dnf             | dnf             |
| Valeria Straneo                                                               | Maratona          | N.D.      | N.D.      | N.D.            | N.D.            | 2h29'44"        | 13ª             |
| Eleonora Giorgi                                                               | Marcia 20 km      | N.D.      | N.D.      | N.D.            | N.D.            | dq              | dq              |
| Antonella Palmisano                                                           | Marcia 20 km      | N.D.      | N.D.      | N.D.            | N.D.            | 1h29'03"        | 4ª              |
| Elisa Rigaudo                                                                 | Marcia 20 km      | N.D.      | N.D.      | N.D.            | N.D.            | 1h31'04"        | 11ª             |
| Maria Benedicta Chigbolu Maria Enrica Spacca Ayomide Folorunso Libania Grenot | Staffetta 4×400 m | 3'25"16   | 6ª q      | N.D.            | N.D.            | 3'27"05         | 6ª              |

Eventi su campo
Maschile
| Atleta          | Evento              | Qualifica | Qualifica | Finale          | Finale          |
| Atleta          | Evento              | Misura    | Posizione | Misura          | Posizione       |
| --------------- | ------------------- | --------- | --------- | --------------- | --------------- |
| Silvano Chesani | Salto in alto       | 2,22 m    | 33º       | non qualificato | non qualificato |
| Fabrizio Donato | Salto triplo        | 16,54 m   | 17º       | non qualificato | non qualificato |
| Marco Lingua    | Lancio del martello | nm        | nm        | non qualificato | non qualificato |

Femminile
| Atleta         | Evento           | Qualifica | Qualifica | Finale          | Finale          |
| Atleta         | Evento           | Misura    | Posizione | Misura          | Posizione       |
| -------------- | ---------------- | --------- | --------- | --------------- | --------------- |
| Sonia Malavisi | Salto con l'asta | 4,45 m    | 21ª       | non qualificata | non qualificata |
| Desirée Rossit | Salto in alto    | 1,94 m    | 15ª Q     | 1,88 m          | 16ª             |
| Alessia Trost  | Salto in alto    | 1,94 m    | 7ª Q      | 1,93 m          | 5ª              |
| Dariya Derkach | Salto triplo     | 13,56 m   | 28ª       | non qualificata | non qualificata |

### Badminton
Femminile
| Atleta            | Evento  | Girone                     | Girone                    | Girone    | Ottavi               | Quarti               | Semifinale           | Finale               | Finale          |
| Atleta            | Evento  | Avversario Punteggio       | Avversario Punteggio      | Posizione | Avversario Punteggio | Avversario Punteggio | Avversario Punteggio | Avversario Punteggio | Posizione       |
| ----------------- | ------- | -------------------------- | ------------------------- | --------- | -------------------- | -------------------- | -------------------- | -------------------- | --------------- |
| Jeanine Cicognini | Singolo | Bae Youn-joo (KOR) P (0-2) | Özge Bayrak (TUR) P (0-2) | 3ª        | non qualificata      | non qualificata      | non qualificata      | non qualificata      | non qualificata |

### Beach volley
Maschile
|  | Naz.                                   | Ruolo | Sportivo         | Anno | Alt.   |  |  |  |
|  | -------------------------------------- | ----- | ---------------- | ---- | ------ |  |  |  |
|  | Uruguay (bandiera) · Italia (bandiera) |       | Adrian Carambula | 1988 | 1,83 m |  |  |  |
|  | Italia (bandiera)                      |       | Alex Ranghieri   | 1987 | 1,98 m |  |  |  |

| Girone A | Girone A            | Girone A | Girone A | Girone A | Girone A | Girone A | Girone A | Girone A | Girone A | Girone A | Girone A |
| Pos.     | Coppie              | Pt       | G        | V        | P        | Sv       | Sp       | Sr       | Pv       | Pp       | Pr       |
| -------- | ------------------- | -------- | -------- | -------- | -------- | -------- | -------- | -------- | -------- | -------- | -------- |
| 1        | Carambula-Ranghieri | 5        | 3        | 2        | 1        | 4        | 3        | 1.333    | 127      | 119      | 1.067    |
| 2        | Cerutti-Schmidt     | 5        | 3        | 2        | 1        | 5        | 2        | 2.500    | 140      | 128      | 1.094    |
| 3        | Doppler-Horst       | 5        | 3        | 2        | 1        | 4        | 4        | 1.000    | 133      | 145      | 0.917    |
| 4        | Binstock-Schachter  | 3        | 3        | 0        | 3        | 2        | 6        | 0.333    | 137      | 145      | 0.945    |

Fase a gironi
| Rio de Janeiro 6 agosto 2016, ore 10:00 UTC-3 | Carambula-Ranghieri         | 2 – 0 (21-14; 21-13) referto | Doppler-Horst | Estádio de Copacabana\| Arbitri: \| Mario Ferro Osvaldo Sumavil \| |
| Arbitri:                                      | Mario Ferro Osvaldo Sumavil |                              |               |                                                                    |

| Rio de Janeiro 8 agosto 2016, ore 22:00 UTC-3 | Carambula-Ranghieri             | 2 – 1 (21-18; 14-21; 15-11) referto | Binstock-Schachter | Estádio de Copacabana\| Arbitri: \| Osvaldo Sumavil Jonas Personeni \| |
| Arbitri:                                      | Osvaldo Sumavil Jonas Personeni |                                     |                    |                                                                        |

| Rio de Janeiro 10 agosto 2016, ore 15:30 UTC-3 | Cerutti-Schmidt                                  | 2 – 0 (21-19; 21-16) referto | Carambula-Ranghieri | Estádio de Copacabana\| Arbitri: \| José Maria Padron Carlos Leonel Rivera Rodriguez \| |
| Arbitri:                                       | José Maria Padron Carlos Leonel Rivera Rodriguez |                              |                     |                                                                                         |

Ottavi di finale
| Rio de Janeiro 12 agosto 2016, ore 23:00 UTC-3 | Carambula-Ranghieri                      | 0 – 2 (12-21; 21-23) referto | Lupo-Nicolai | Estádio de Copacabana\| Arbitri: \| Mario Ferro Juan Carlos Saavedra Caceres \| |
| Arbitri:                                       | Mario Ferro Juan Carlos Saavedra Caceres |                              |              |                                                                                 |

 Carambula-Ranghieri: Eliminati agli ottavi di finale.
|  | Naz.              | Ruolo | Sportivo      | Anno | Alt.   |  |  |  |
|  | ----------------- | ----- | ------------- | ---- | ------ |  |  |  |
|  | Italia (bandiera) |       | Daniele Lupo  | 1991 | 1,84 m |  |  |  |
|  | Italia (bandiera) |       | Paolo Nicolai | 1988 | 2,03 m |  |  |  |

| Girone C | Girone C          | Girone C | Girone C | Girone C | Girone C | Girone C | Girone C | Girone C | Girone C | Girone C | Girone C |
| Pos.     | Coppie            | Pt       | G        | V        | P        | Sv       | Sp       | Sr       | Pv       | Pp       | Pr       |
| -------- | ----------------- | -------- | -------- | -------- | -------- | -------- | -------- | -------- | -------- | -------- | -------- |
| 1        | Dalhausser-Lucena | 6        | 3        | 3        | 0        | 6        | 1        | 6.000    | 146      | 107      | 1.364    |
| 2        | Ontiveros-Virgen  | 5        | 3        | 2        | 1        | 4        | 3        | 1.333    | 123      | 108      | 1.139    |
| 3        | Lupo-Nicolai      | 4        | 3        | 1        | 2        | 4        | 4        | 1.000    | 144      | 142      | 1.014    |
| 4        | Naceur-Belhaj     | 3        | 3        | 0        | 3        | 0        | 6        | 0.000    | 70       | 126      | 0.556    |

Fase a gironi
| Rio de Janeiro 7 agosto 2016, ore 12:05 UTC-3 | Lupo-Nicolai                               | 1 – 2 (21-14; 14-21; 11-15) referto | Ontiveros-Virgen | Estádio de Copacabana\| Arbitri: \| Juan Carlos Saavedra Caceres Mariko Satomi \| |
| Arbitri:                                      | Juan Carlos Saavedra Caceres Mariko Satomi |                                     |                  |                                                                                   |

| Rio de Janeiro 9 agosto 2016, ore 22:00 UTC-3 | Lupo-Nicolai                               | 2 – 0 (21-17; 21-13) referto | Naceur-Belhaj | Estádio de Copacabana\| Arbitri: \| Mariko Satomi Juan Carlos Saavedra Caceres \| |
| Arbitri:                                      | Mariko Satomi Juan Carlos Saavedra Caceres |                              |               |                                                                                   |

| Rio de Janeiro 11 agosto 2016, ore 16:46 UTC-3 | Dalhausser-Lucena           | 2 – 1 (21-13; 17-21; 24-22) referto | Lupo-Nicolai | Estádio de Copacabana\| Arbitri: \| Mario Ferro Osvaldo Sumavil \| |
| Arbitri:                                       | Mario Ferro Osvaldo Sumavil |                                     |              |                                                                    |

Lucky Losers (Ripescaggio)
| Rio de Janeiro 11 agosto 2016, ore 23:00 UTC-3 | Lupo-Nicolai                         | 2 – 1 (21-12; 15-21; 15-13) referto | Kantor-Losiak | Estádio de Copacabana\| Arbitri: \| Charalampos Papadogoulas Li Jun Wang \| |
| Arbitri:                                       | Charalampos Papadogoulas Li Jun Wang |                                     |               |                                                                             |

Ottavi di finale
| Rio de Janeiro 12 agosto 2016, ore 23:00 UTC-3 | Carambula-Ranghieri                      | 0 – 2 (12-21; 21-23) referto | Lupo-Nicolai | Estádio de Copacabana\| Arbitri: \| Mario Ferro Juan Carlos Saavedra Caceres \| |
| Arbitri:                                       | Mario Ferro Juan Carlos Saavedra Caceres |                              |              |                                                                                 |

Quarti di finale
| Rio de Janeiro 14 agosto 2016, ore 23:00 UTC-3 | Lupo – Nicolai                | 2 – 1 (21-18; 20-22; 15-11) referto | Barsouk – Liamin | Estádio de Copacabana\| Arbitri: \| Daniel Apol Elzir De Oliveira \| |
| Arbitri:                                       | Daniel Apol Elzir De Oliveira |                                     |                  |                                                                      |

Semifinali
| Rio de Janeiro 16 agosto 2016, ore 23:00 UTC-3 | Lupo – Nicolai                | 2 – 1 (15–21, 21–16, 15–13) referto | Krasilnikov – Semenov | Estádio de Copacabana\| Arbitri: \| Mario Ferro Elzir de Oliveira \| |
| Arbitri:                                       | Mario Ferro Elzir de Oliveira |                                     |                       |                                                                      |

Finale
| Rio de Janeiro 18 agosto 2016, ore 00:00 UTC-3 | Lupo – Nicolai              | 0 – 2 (19-21, 17-21) referto | Alison – Bruno Schmidt | Estádio de Copacabana\| Arbitri: \| Jonas Personeni Daniel Apol \| |
| Arbitri:                                       | Jonas Personeni Daniel Apol |                              |                        |                                                                    |

 Italia Lupo – Nicolai: Medaglia d'argento .
Femminile
|  | Naz.              | Ruolo | Sportivo        | Anno | Alt.   |  |  |  |
|  | ----------------- | ----- | --------------- | ---- | ------ |  |  |  |
|  | Italia (bandiera) |       | Marta Menegatti | 1990 | 1,80 m |  |  |  |
|  | Italia (bandiera) |       | Laura Giombini  | 1989 | 1,83 m |  |  |  |

| Girone D | Girone D           | Girone D | Girone D | Girone D | Girone D | Girone D | Girone D | Girone D | Girone D | Girone D | Girone D |
| Pos.     | Coppie             | Pt       | G        | V        | P        | Sv       | Sp       | Sr       | Pv       | Pp       | Pr       |
| -------- | ------------------ | -------- | -------- | -------- | -------- | -------- | -------- | -------- | -------- | -------- | -------- |
| 1        | Ludwig-Walkenhorst | 6        | 3        | 3        | 0        | 6        | 1        | 6.000    | 138      | 103      | 1.340    |
| 2        | Broder-Valjas      | 5        | 3        | 2        | 1        | 4        | 3        | 1.333    | 121      | 118      | 1.025    |
| 3        | Menegatti-Giombini | 4        | 3        | 1        | 2        | 4        | 4        | 1.000    | 138      | 128      | 1.078    |
| 4        | Meawad-Elghobashy  | 3        | 3        | 0        | 3        | 0        | 6        | 0.000    | 78       | 126      | 0.619    |

Fase a Gironi
| Rio de Janeiro 7 agosto 2016, ore 22:00 UTC-3 | Menegatti-Giombini                               | 1 – 2 (21-15; 18-21; 9-15) referto | Broder-Valjas | Estádio de Copacabana\| Arbitri: \| Carlos Leonel Rivera Rodriguez Kritsada Panaseri \| |
| Arbitri:                                      | Carlos Leonel Rivera Rodriguez Kritsada Panaseri |                                    |               |                                                                                         |

| Rio de Janeiro 9 agosto 2016, ore 12:10 UTC-3 | Menegatti-Giombini                               | 2 – 0 (21-10; 21-13) referto | Meawad-Elghobashy | Estádio de Copacabana\| Arbitri: \| Kritsada Panaseri Carlos Leonel Rivera Rodriguez \| |
| Arbitri:                                      | Kritsada Panaseri Carlos Leonel Rivera Rodriguez |                              |                   |                                                                                         |

| Rio de Janeiro 11 agosto 2016, ore 21:00 UTC-3 | Ludwig-Walkenhorst | 2 – 1 (21-18; 18-21; 15-9) referto | Menegatti-Giombini | Estádio de Copacabana |

 Italia si qualifica come una delle migliori terze, senza dover affrontare gli spareggi.

Ottavi di finale
| Rio de Janeiro 12 agosto 2016, ore 00:00 UTC-3 | Walsh-Ross                      | 2 – 0 (21-10; 21-16) referto | Menegatti-Giombini | Estádio de Copacabana\| Arbitri: \| Mariko Satomi Kritsada Panaseri \| |
| Arbitri:                                       | Mariko Satomi Kritsada Panaseri |                              |                    |                                                                        |

 Italia: Eliminata agli ottavi di finale.

### Canoa/Kayak

#### Velocità
| FA | Qualificato in finale A (per le medaglie)                       |
| FB | Qualificato in finale B (non per le medaglie)                   |
| Q  | Qualificato al turno successivo per posizione in qualificazione |
| q  | Qualificato al turno successivo per ripescaggio                 |

Maschile
| Atleta                                                          | Evento     | Batteria | Batteria   | Semifinale      | Semifinale      | Finale          | Finale          |
| Atleta                                                          | Evento     | Tempo    | Classifica | Tempo           | Classifica      | Tempo           | Classifica      |
| --------------------------------------------------------------- | ---------- | -------- | ---------- | --------------- | --------------- | --------------- | --------------- |
| Carlo Tacchini                                                  | C-1 1000 m | 4'04"697 | 10º Q      | 4'02"461        | 4º FA           | 4'15"368        | 8º              |
| Carlo Tacchini                                                  | C-1 200 m  | 41"368   | 12º Q      | 41"468          | 12º FB          | 40"73           | 15º             |
| Manfredi Rizza                                                  | K-1 200 m  | 34"726   | 2º Q       | 34"686          | 3º FA           | 36"000          | 6º              |
| Alberto Ricchetti                                               | K-1 1000 m | 3'37"610 | 17º        | non qualificato | non qualificato | non qualificato | non qualificato |
| Mauro Crenna Alberto Ricchetti                                  | K-2 200 m  | 34"000   | 12º Q      | 34"318          | 9º FB           | 35"51           | 13º             |
| Giulio Dressino Nicola Ripamonti                                | K-2 1000 m | 3'30"429 | 10º Q      | 3'17"942        | 3º FA           | 3'14"88         | 6º              |
| Mauro Crenna Giulio Dressino Alberto Ricchetti Nicola Ripamonti | K-4 1000 m | 3'10"266 | 7º Q       | 3'03"868        | 5º FB           | 3'14"399        | 6º              |

#### Slalom
Maschile
| Atleta              | Evento | Qualificazioni | Qualificazioni | Qualificazioni | Qualificazioni | Qualificazioni | Qualificazioni | Semifinali | Semifinali | Semifinali | Finale   | Finale  | Finale    |
| Atleta              | Evento | 1ª manche      | Pos.           | 2ª manche      | Pos.           | Migliore       | Posizione      | Penalità   | Tempo      | Posizione  | Penalità | Tempo   | Posizione |
| ------------------- | ------ | -------------- | -------------- | -------------- | -------------- | -------------- | -------------- | ---------- | ---------- | ---------- | -------- | ------- | --------- |
| Giovanni De Gennaro | K-1    | 1'26"85        | 1º             | 1'30"74        | 9º             | 1'26"85        | 1º Q           | 2"         | 1'35"59    | 9º Q       | 0"       | 1'31"77 | 7º        |

Femminile
| Atleta        | Evento | Qualificazioni | Qualificazioni | Qualificazioni | Qualificazioni | Qualificazioni | Qualificazioni | Semifinali | Semifinali | Semifinali | Finale   | Finale  | Finale    |
| Atleta        | Evento | 1ª manche      | Pos.           | 2ª manche      | Pos.           | Migliore       | Posizione      | Penalità   | Tempo      | Posizione  | Penalità | Tempo   | Posizione |
| ------------- | ------ | -------------- | -------------- | -------------- | -------------- | -------------- | -------------- | ---------- | ---------- | ---------- | -------- | ------- | --------- |
| Stefanie Horn | K-1    | 1'46"90        | 7ª             | 1'39"07        | 1ª             | 1'39"07        | 1ª Q           | 0"         | 1'48"30    | 8ª Q       | 2"       | 1'47"22 | 8ª        |

### Canottaggio
La flotta olimpica italiana di canottaggio è stata iscritta ufficialmente il 28 luglio e prevedeva gli equipaggi del Quattro Senza Senior maschile (Domenico Montrone, Matteo Castaldo, Matteo Lodo, Giuseppe Vicino), del Quattro Senza Pesi Leggeri maschile (Stefano Oppo, Martino Goretti, Livio La Padula, Pietro Ruta), del Due Senza femminile (Alessandra Patelli, Sara Bertolasi), del Due Senza maschile (Giovanni Abagnale, Marco Di Costanzo), del Doppio Senior maschile (Francesco Fossi, Romano Battisti) e del Doppio Pesi Leggeri maschile (Andrea Micheletti, Marcello Miani). A causa dell'esclusione della nazionale russa di canottaggio dai Giochi, vengono ripescati gli equipaggi dell'Otto maschile (Vincenzo Capelli, Luca Agamennoni, Simone Venier, Matteo Stefanini, Pierpaolo Frattini, Mario Paonessa, Fabio Infimo, Emanuele Liuzzi, timoniere Enrico D'Aniello) e del Doppio Pesi Leggeri femminile (Valentina Rodini, Laura Milani).
| FA   | Qualificato in finale A (per le medaglie)     |
| FB   | Qualificato in finale B (non per le medaglie) |
| FC   | Qualificato in finale C (non per le medaglie) |
| FD   | Qualificato in finale D (non per le medaglie) |
| FE   | Qualificato in finale E (non per le medaglie) |
| FF   | Qualificato in finale F (non per le medaglie) |
| SA/B | Semifinali A/B                                |
| SC/D | Semifinali C/D                                |
| SE/F | Semifinali E/F                                |
| QF   | Qualificato ai quarti di finale               |
| R    | Ripescaggio                                   |

Maschile
| Atleta | Evento                     | Batteria | Batteria  | Ripescaggio | Ripescaggio | Semifinali | Semifinali | Finale          | Finale          |
| Atleta | Evento                     | Tempo    | Posizione | Tempo       | Posizione   | Tempo      | Posizione  | Tempo           | Posizione       |
| --- | -------------------------- | -------- | --------- | ----------- | ----------- | ---------- | ---------- | --------------- | --------------- |
| Giovanni Abagnale Marco Di Costanzo | 2 senza                    | 6'46"04  | 5º SA/B   | Bye         | Bye         | 6'24"96    | 1º FA      | 7'04"52         | Bronzo          |
| Romano Battisti Francesco Fossi | Due di coppia              | 6'42"33  | 9º SA/B   | Bye         | Bye         | 6'15"24    | 2º FA      | 6'57"10         | 4º              |
| Marcello Miani Andrea Micheletti | Due di coppia pesi leggeri | 6'24"10  | 5º SA/B   | Bye         | Bye         | 6'40"45    | 4º FB      | 6'29"52         | 8º              |
| Matteo Castaldo Matteo Lodo Domenico Montrone Giuseppe Vicino                                                                                               | 4 senza                    | 5'56"01  | 3º SA/B   | Bye         | Bye         | 6'16"54    | 3º FA      | 6'03"85         | Bronzo          |
| Martino Goretti Livio La Padula Stefano Oppo Pietro Ruta | 4 senza pesi leggeri       | 6'03"26  | 2º SA/B   | Bye         | Bye         | 6'06"56    | 1º FA      | 6'25"52         | 4º              |
| Luca Agamennoni Vincenzo Capelli Pierpaolo Frattini Fabio Infimo Emanuele Liuzzi Mario Paonessa Matteo Stefanini Simone Venier Enrico D'Aniello (timoniere) | Otto                       | 5'52"83  | 7º R      | 6'05"12     | 5º          | N.D.       | N.D.       | non qualificato | non qualificato |

Femminile
| Atleta                            | Evento                     | Batteria | Batteria  | Ripescaggio | Ripescaggio | Semifinali | Semifinali | Finale  | Finale    |
| Atleta                            | Evento                     | Tempo    | Posizione | Tempo       | Posizione   | Tempo      | Posizione  | Tempo   | Posizione |
| --------------------------------- | -------------------------- | -------- | --------- | ----------- | ----------- | ---------- | ---------- | ------- | --------- |
| Sara Bertolasi Alessandra Patelli | 2 senza                    | 7'13"06  | 10º R     | 7'58"89     | 2º SA/B     | 7'45"44    | 6º FB      | 7'24"51 | 11º       |
| Laura Milani Valentina Rodini     | Due di coppia pesi leggeri | 7'09"12  | 13º R     | 8'03"03     | 5º SC/D     | 8'11"21    | 1º FC      | 7'36"64 | 13º       |

### Ciclismo

#### Ciclismo su strada
Maschile
| Atleta               | Evento         | Tempo      | Posizione |
| -------------------- | -------------- | ---------- | --------- |
| Fabio Aru            | Corsa in linea | 6h10'27"   | 6º        |
| Damiano Caruso       | Corsa in linea | 6h22'23"   | 40º       |
| Damiano Caruso       | Cronometro     | 1h19'46"53 | 27º       |
| Alessandro De Marchi | Corsa in linea | 6h30'10"   | 63º       |
| Vincenzo Nibali      | Corsa in linea | dnf        | dnf       |
| Vincenzo Nibali      | Cronometro     | dns        | dns       |
| Diego Rosa           | Corsa in linea | dnf        | dnf       |

Femminile
| Atleta               | Evento         | Tempo    | Posizione |
| -------------------- | -------------- | -------- | --------- |
| Giorgia Bronzini     | Corsa in linea | 4h01'33" | 42ª       |
| Elena Cecchini       | Corsa in linea | 3h56'34" | 20ª       |
| Tatiana Guderzo      | Corsa in linea | 3h53'46" | 14ª       |
| Elisa Longo Borghini | Corsa in linea | 3h51'27" | Bronzo    |
| Elisa Longo Borghini | Cronometro     | 44'51"94 | 5ª        |

#### Ciclismo su pista
Maschile
| Atleti                                                      | Evento                 | Qualificazione | Qualificazione | Semifinale          | Semifinale | Finale              | Finale |
| Atleti                                                      | Evento                 | Tempo          | Pos.           | Avversari Risultato | Pos.       | Avversari Risultato | Pos.   |
| ----------------------------------------------------------- | ---------------------- | -------------- | -------------- | ------------------- | ---------- | ------------------- | ------ |
| Liam Bertazzo Simone Consonni Filippo Ganna Francesco Lamon | Inseguimento a squadre | 3'59"708       | 5ª Q           | Cina V 3'55"724     | 5/6        | Germania P 4'02"360 | 6º     |

| Atleta       | Evento | Scratch race | Scratch race | Inseguimento individuale | Inseguimento individuale | Inseguimento individuale | Corsa a eliminazione | Corsa a eliminazione | Chilometro da fermo | Chilometro da fermo | Chilometro da fermo | Giro lanciato | Giro lanciato | Giro lanciato | Corsa a punti | Corsa a punti | Punti totali | Classifica |
| Atleta       | Evento | Posizione    | Punti        | Tempo                    | Posizione                | Punti                    | Posizione            | Punti                | Tempo               | Posizione           | Punti               | Tempo         | Posizione     | Punti         | Punti         | Posizione     | Punti totali | Classifica |
| ------------ | ------ | ------------ | ------------ | ------------------------ | ------------------------ | ------------------------ | -------------------- | -------------------- | ------------------- | ------------------- | ------------------- | ------------- | ------------- | ------------- | ------------- | ------------- | ------------ | ---------- |
| Elia Viviani | Omnium | 7º           | 28           | 4'17"453                 | 3º                       | 36                       | 1º                   | 40                   | 1'02"338            | 3º                  | 36                  | 12"660        | 2º            | 38            | 29            | 5º            | 207          | Oro        |

Femminile
| Atlete                                                              | Evento                 | Qualificazione | Qualificazione | Semifinale           | Semifinale | Finale               | Finale |
| Atlete                                                              | Evento                 | Tempo          | Pos.           | Avversarie Risultato | Pos.       | Avversarie Risultato | Pos.   |
| ------------------------------------------------------------------- | ---------------------- | -------------- | -------------- | -------------------- | ---------- | -------------------- | ------ |
| Simona Frapporti Tatiana Guderzo Francesca Pattaro Silvia Valsecchi | Inseguimento a squadre | 4'25"543       | 7º Q           | Cina V 4'22"964      | 5/6        | Australia            | 6º     |

#### Mountain bike
Maschile
| Atleta                | Evento        | Tempo    | Classifica |
| --------------------- | ------------- | -------- | ---------- |
| Luca Braidot          | Cross-country | 1h36'25" | 7°         |
| Marco Aurelio Fontana | Cross-country | 1h40'25" | 20°        |
| Andrea Tiberi         | Cross-country | 1h39'33" | 19°        |

Femminile
| Atleta      | Evento        | Tempo    | Classifica |
| ----------- | ------------- | -------- | ---------- |
| Eva Lechner | Cross-country | 1h38'45" | 18ª        |

### Equitazione

#### Dressage
| Atleta           | Cavallo | Gara        | Grand Prix | Grand Prix | Grand Prix Special | Grand Prix Special | Grand Prix Freestyle | Grand Prix Freestyle | Totale          | Totale          |
| Atleta           | Cavallo | Gara        | Punteggio  | Classifica | Punteggio          | Classifica         | Tecnico              | Artistico            | Punteggio       | Classifica      |
| ---------------- | ------- | ----------- | ---------- | ---------- | ------------------ | ------------------ | -------------------- | -------------------- | --------------- | --------------- |
| Valentina Truppa | Chablis | Individuale | 65.971     | 52ª        | non qualificata    | non qualificata    | non qualificata      | non qualificata      | non qualificata | non qualificata |

#### Concorso completo
| Atleta                                                     | Cavallo                   | Gara        | Dressage | Dressage  | Cross-country | Cross-country | Cross-country | Salto ostacoli  | Salto ostacoli  | Salto ostacoli  | Salto ostacoli  | Salto ostacoli  | Salto ostacoli  | Totale          | Totale          |
| Atleta                                                     | Cavallo                   | Gara        | Dressage | Dressage  | Cross-country | Cross-country | Cross-country | Qualificazione  | Qualificazione  | Qualificazione  | Finale          | Finale          | Finale          | Totale          | Totale          |
| Atleta                                                     | Cavallo                   | Gara        | Penalità | Posizione | Penalità      | Totale        | Posizione     | Penalità        | Totale          | Posizione       | Penalità        | Totale          | Posizione       | Totale          | Posizione       |
| ---------------------------------------------------------- | ------------------------- | ----------- | -------- | --------- | ------------- | ------------- | ------------- | --------------- | --------------- | --------------- | --------------- | --------------- | --------------- | --------------- | --------------- |
| Stefano Brecciaroli                                        | Apollo WD Wendi Kurt Hoev | Individuale | 41.90    | 10        | Eliminato     | Eliminato     | Eliminato     | non qualificato | non qualificato | non qualificato | non qualificato | non qualificato | non qualificato | non qualificato | non qualificato |
| Luca Roman                                                 | Castlewoods Jake          | Individuale | 50.80    | 46        | 71.60         | 122.40        | 40            | 16.00           | 138.00          | 40              | non qualificato | non qualificato | non qualificato | non qualificato | non qualificato |
| Pietro Roman                                               | Barraduff                 | Individuale | 48.20    | 38        | 20.00         | 68.20         | 23            | 14              | 82.20           | 24 Q            | 4.00            | 86.20           | 23              | 86.20           | 23              |
| Arianna Schivo                                             | Quefira de l'Ormeau       | Individuale | 55.00 #  | 54        | 50.40         | 105.40        | 36            | 4               | 109.40          | 34              | non qualificato | non qualificato | non qualificato | non qualificato | non qualificato |
| Stefano Brecciaroli Luca Roman Pietro Roman Arianna Schivo | Vedi sopra                | Squadra     | 140.90   | 8         | 142.00        | 296.00        | 8             | 34.00           | 330.00          | 9               | N.D.            | N.D.            | N.D.            | 330.00          | 9               |

#### Salto ostacoli
| Atleta            | Cavallo | Gara        | Qualificazione | Qualificazione | Qualificazione  | Qualificazione  | Qualificazione  | Qualificazione  | Qualificazione  | Qualificazione  | Finale          | Finale          | Finale          | Finale          | Finale          | Totale          | Totale          |
| Atleta            | Cavallo | Gara        | Round 1        | Round 1        | Round 2         | Round 2         | Round 2         | Round 3         | Round 3         | Round 3         | Round A         | Round A         | Round B         | Round B         | Round B         | Totale          | Totale          |
| Atleta            | Cavallo | Gara        | Penalità       | Posizione      | Penalità        | Totale          | Posizione       | Penalità        | Totale          | Posizione       | Penalità        | Posizione       | Penalità        | Totale          | Posizione       | Penalità        | Posizione       |
| ----------------- | ------- | ----------- | -------------- | -------------- | --------------- | --------------- | --------------- | --------------- | --------------- | --------------- | --------------- | --------------- | --------------- | --------------- | --------------- | --------------- | --------------- |
| Emanuele Gaudiano | Caspar  | Individuale | 27             | 67º            | non qualificato | non qualificato | non qualificato | non qualificato | non qualificato | non qualificato | non qualificato | non qualificato | non qualificato | non qualificato | non qualificato | non qualificato | non qualificato |

### Ginnastica

#### Ginnastica artistica
Maschile
Concorso all around
| Atleta          | Evento               | Qualificazione | Qualificazione | Qualificazione | Qualificazione | Qualificazione | Qualificazione | Qualificazione | Qualificazione | Finale          | Finale          | Finale          | Finale          | Finale          | Finale          | Finale          | Finale          |
| Atleta          | Evento               | Attrezzo       | Attrezzo       | Attrezzo       | Attrezzo       | Attrezzo       | Attrezzo       | Totale         | Posizione      | Attrezzo        | Attrezzo        | Attrezzo        | Attrezzo        | Attrezzo        | Attrezzo        | Totale          | Posizione       |
| Atleta          | Evento               | CL             | C              | A              | V              | P              | S              | Totale         | Posizione      | CL              | C               | A               | V               | P               | S               | Totale          | Posizione       |
| --------------- | -------------------- | -------------- | -------------- | -------------- | -------------- | -------------- | -------------- | -------------- | -------------- | --------------- | --------------- | --------------- | --------------- | --------------- | --------------- | --------------- | --------------- |
| Ludovico Edalli | Concorso individuale | 12.433         | 13.333         | 13.666         | 13.933         | 14.400         | 14.033         | 81.798         | 44º            | non qualificato | non qualificato | non qualificato | non qualificato | non qualificato | non qualificato | non qualificato | non qualificato |

Femminile
Concorso all around
| Atleta           | Evento               | Qualificazione | Qualificazione | Finale   | Finale   | Finale   | Finale   | Finale | Finale    |
| Atleta           | Evento               | Totale         | Posizione      | Attrezzo | Attrezzo | Attrezzo | Attrezzo | Totale | Posizione |
| Atleta           | Evento               | Totale         | Posizione      | V        | P        | T        | CL       | Totale | Posizione |
| ---------------- | -------------------- | -------------- | -------------- | -------- | -------- | -------- | -------- | ------ | --------- |
| Carlotta Ferlito | Concorso individuale | 55.599         | 22º Q          | 14.733   | 14.100   | 14.000   | 14.125   | 56.958 | 12ª       |
| Vanessa Ferrari  | Concorso individuale | 55.265         | 24ª Q          | 14.633   | 14.033   | 13.800   | 14.075   | 56.541 | 16ª       |

Eventi di specialità
| Atleta          | Evento       | Qualificazione | Qualificazione | Finale          | Finale          |
| Atleta          | Evento       | Punteggio      | Posizione      | Punteggio       | Posizione       |
| --------------- | ------------ | -------------- | -------------- | --------------- | --------------- |
| Erika Fasana    | Corpo libero | 14.333         | 10ª Q          | 14.533          | 6ª              |
| Vanessa Ferrari | Corpo libero | 14.866         | 3ª Q           | 14.766          | 4ª              |
| Elisa Meneghini | Corpo libero | 14.233         | 13ª            | non qualificata | non qualificata |

Individuale
Squadre
| Atleta           | Evento             | Qualificazione | Qualificazione | Qualificazione | Qualificazione | Qualificazione | Qualificazione | Finale          | Finale          | Finale          | Finale          | Finale          | Finale          |
| Atleta           | Evento             | Attrezzo       | Attrezzo       | Attrezzo       | Attrezzo       | Totale         | Posizione      | Attrezzo        | Attrezzo        | Attrezzo        | Attrezzo        | Totale          | Posizione       |
| Atleta           | Evento             | V              | P              | T              | CL             | Totale         | Posizione      | V               | P               | T               | CL              | Totale          | Posizione       |
| ---------------- | ------------------ | -------------- | -------------- | -------------- | -------------- | -------------- | -------------- | --------------- | --------------- | --------------- | --------------- | --------------- | --------------- |
| Erika Fasana     | Concorso a squadre | N.D.           | 14.200         | 12.933         | 14.333         | N.D.           | N.D.           | non qualificate | non qualificate | non qualificate | non qualificate | non qualificate | non qualificate |
| Carlotta Ferlito | Concorso a squadre | 14.300         | 14.033         | 13.233         | 14.033         | N.D.           | N.D.           | non qualificate | non qualificate | non qualificate | non qualificate | non qualificate | non qualificate |
| Vanessa Ferrari  | Concorso a squadre | 14.533         | 13.866         | 12.000         | 14.866         | N.D.           | N.D.           | non qualificate | non qualificate | non qualificate | non qualificate | non qualificate | non qualificate |
| Elisa Meneghini  | Concorso a squadre | 14.166         | N.D.           | 14.166         | 14.233         | N.D.           | N.D.           | non qualificate | non qualificate | non qualificate | non qualificate | non qualificate | non qualificate |
| Martina Rizzelli | Concorso a squadre | 14.533         | 14.033         | N.D.           | N.D.           | N.D.           | N.D.           | non qualificate | non qualificate | non qualificate | non qualificate | non qualificate | non qualificate |
| Totale           | Concorso a squadre | 43.366         | 42.266         | 40.332         | 43.432         | 169.396        | 10º            | non qualificate | non qualificate | non qualificate | non qualificate | non qualificate | non qualificate |

#### Ginnastica ritmica
Femminile
| Atleta             | Evento               | Qualificazione | Qualificazione | Qualificazione | Qualificazione | Qualificazione | Qualificazione | Finale          | Finale          | Finale          | Finale          | Finale          | Finale          |
| Atleta             | Evento               | Attrezzo       | Attrezzo       | Attrezzo       | Attrezzo       | Totale         | Classifica     | Attrezzo        | Attrezzo        | Attrezzo        | Attrezzo        | Totale          | Classifica      |
| Atleta             | Evento               | Cerchio        | Palla          | Clavi          | Nastro         | Totale         | Classifica     | Cerchio         | Palla           | Clavi           | Nastro          | Totale          | Classifica      |
| ------------------ | -------------------- | -------------- | -------------- | -------------- | -------------- | -------------- | -------------- | --------------- | --------------- | --------------- | --------------- | --------------- | --------------- |
| Veronica Bertolini | Concorso individuale | 17.516         | 16.550         | 17.541         | 16.400         | 68.007         | 19ª            | non qualificata | non qualificata | non qualificata | non qualificata | non qualificata | non qualificata |

| Atleta                                                                         | Evento             | Qualificazione | Qualificazione        | Qualificazione | Qualificazione | Finale   | Finale                | Finale | Finale     |
| Atleta                                                                         | Evento             | Attrezzo       | Attrezzo              | Totale         | Classifica     | Attrezzo | Attrezzo              | Totale | Classifica |
| Atleta                                                                         | Evento             | 5 nastri       | 3 clavette e 2 cerchi | Totale         | Classifica     | 5 nastri | 3 clavette e 2 cerchi | Totale | Classifica |
| ------------------------------------------------------------------------------ | ------------------ | -------------- | --------------------- | -------------- | -------------- | -------- | --------------------- | ------ | ---------- |
| Martina Centofanti Sofia Lodi Alessia Maurelli Marta Pagnini Camilla Patriarca | Concorso a squadre | 17.516         | 17.833                | 35.349         | 4º Q           | 17.516   | 18.033                | 35.550 | 4°         |

### Golf
| Atleta           | Evento    | Round 1   | Round 2   | Round 3   | Round 4   | Totale | Totale | Totale     |
| Atleta           | Evento    | Punteggio | Punteggio | Punteggio | Punteggio | Totale | Par    | Classifica |
| ---------------- | --------- | --------- | --------- | --------- | --------- | ------ | ------ | ---------- |
| Nino Bertasio    | Maschile  | 72        | 72        | 71        | 68        | 283    | -1     | 30°        |
| Matteo Manassero | Maschile  | 69        | 73        | 71        | 69        | 282    | -2     | 27°        |
| Giulia Molinaro  | Femminile | 78        | 78        | 71        | 70        | 300    | +16    | 53°        |
| Giulia Sergas    | Femminile | 77        | 74        | 77        | 74        | 302    | +18    | 55°        |

### Judo
Maschile
| Atleta            | Evento | Preliminari                   | 16-esimi                        | Ottavi                              | Quarti                               | Semifinali                    | Ripescaggio                   | Med. bronzo                 | Finale                       | Posizione       |
| Atleta            | Evento | Avversario Risultato          | Avversario Risultato            | Avversario Risultato                | Avversario Risultato                 | Avversario Risultato          | Avversario Risultato          | Avversario Risultato        | Avversario Risultato         | Posizione       |
| ----------------- | ------ | ----------------------------- | ------------------------------- | ----------------------------------- | ------------------------------------ | ----------------------------- | ----------------------------- | --------------------------- | ---------------------------- | --------------- |
| Elios Manzi       | −60 kg | Bye                           | Kim W.-j. (KOR) P (0001-0013)   | non qualificato                     | non qualificato                      | non qualificato               | non qualificato               | non qualificato             | non qualificato              | non qualificato |
| Fabio Basile      | −66 kg | Bye                           | S. Seidl (DEU) V (0100-0000)    | N. Shikhalizade (AZE) V (0110-0000) | D. Tömörkhüleg (MGL) V (0100-0000)   | A. Gomboč (SVN) V (0000-0000) | Bye                           | Bye                         | An B.-u. (KOR) V (0100-0000) | Oro             |
| Matteo Marconcini | −81 kg | K. Nakano (PHI) V (0100-0000) | J. Bottieau (BEL) V (0000-0000) | V. Dominica (MDA) V (0110-0010)     | A. Tchrikishvili (GEO) P (0000-0011) | non qualificato               | I. Ivanov (BGR) V (0100-0000) | S. Toma (UAE) P (0000-0100) | non qualificato              | 5º              |

Femminile
| Atleta            | Evento | 16-esimi                          | Ottavi                           | Quarti                       | Semifinali                | Ripescaggio          | Med. bronzo          | Finale                          | Posizione       |
| Atleta            | Evento | Avversario Risultato              | Avversario Risultato             | Avversario Risultato         | Avversario Risultato      | Avversario Risultato | Avversario Risultato | Avversario Risultato            | Posizione       |
| ----------------- | ------ | --------------------------------- | -------------------------------- | ---------------------------- | ------------------------- | -------------------- | -------------------- | ------------------------------- | --------------- |
| Valentina Moscatt | −48 kg | V. Ngọc Tú (VIE) P (0000-0000)    | non qualificata                  | non qualificata              | non qualificata           | non qualificata      | non qualificata      | non qualificata                 | non qualificata |
| Odette Giuffrida  | −52 kg | Bye                               | M. Kräh (DEU) V (0001-0000)      | A. Chițu (ROU) V (0001-0000) | Ma Y. (CHN) V (0000-0000) | Bye                  | Bye                  | M. Kelmendi (KOS) P (0000-0001) | Argento         |
| Edwige Gwend      | −63 kg | M. Hermansson (SWE) V (0101-0000) | T. Trstenjak (SVN) P (0000-0000) | non qualificata              | non qualificata           | non qualificata      | non qualificata      | non qualificata                 | non qualificata |

### Lotta

#### Libera
Maschile
| Atleta        | Evento | Qualificazione       | Ottavi                    | Quarti                        | Semifinali               | Ripescaggio Turno 1  | Ripescaggio Turno 2  | Finale/ Finale per il bronzo | Pos.   |
| Atleta        | Evento | Avversario Risultato | Avversario Risultato      | Avversario Risultato          | Avversario Risultato     | Avversario Risultato | Avversario Risultato | Avversario Risultato         | Pos.   |
| ------------- | ------ | -------------------- | ------------------------- | ----------------------------- | ------------------------ | -------------------- | -------------------- | ---------------------------- | ------ |
| Frank Chamizo | −65 kg | Bye                  | D. Safaryan (ARM) V (3-1) | Z. Iakobishvili (GEO) V (3-1) | T. Asgarov (AZE) P (1-3) | Bye                  | Bye                  | F. Molinaro (USA) V (3-1)    | Bronzo |

#### Greco-Romana
Maschile
| Atleta            | Evento | Qualificazione       | Sedicesimi                  | Ottavi               | Quarti               | Semifinali           | Ripescaggio Turno 1  | Ripescaggio Turno 2  | Finale               | Pos.            |
| Atleta            | Evento | Avversario Risultato | Avversario Risultato        | Avversario Risultato | Avversario Risultato | Avversario Risultato | Avversario Risultato | Avversario Risultato | Avversario Risultato | Pos.            |
| ----------------- | ------ | -------------------- | --------------------------- | -------------------- | -------------------- | -------------------- | -------------------- | -------------------- | -------------------- | --------------- |
| Daigoro Timoncini | −98 kg | Bye                  | A. Aleksanyan (AZE) P (1-3) | non qualificato      | non qualificato      | non qualificato      | non qualificato      | non qualificato      | non qualificato      | non qualificato |

### Nuoto
Maschile
| Atleta                                                                | Evento               | Batterie | Batterie  | Semifinali  | Semifinali  | Finale      | Finale      |
| Atleta                                                                | Evento               | Tempo    | Posizione | Tempo       | Posizione   | Tempo       | Posizione   |
| --------------------------------------------------------------------- | -------------------- | -------- | --------- | ----------- | ----------- | ----------- | ----------- |
| Marco Belotti                                                         | 200 m stile libero   | 1'48"71  | 33º       | non qualif. | non qualif. | non qualif. | non qualif. |
| Federico Bocchia                                                      | 50 m stile libero    | 22"54    | 37º       | non qualif. | non qualif. | non qualif. | non qualif. |
| Piero Codia                                                           | 100 m farfalla       | 51"72    | 6º Q      | 51"82       | 11º         | non qualif. | non qualif. |
| Andrea Mitchell D'Arrigo                                              | 200 m stile libero   | 1'47"46  | 23º       | non qualif. | non qualif. | non qualif. | non qualif. |
| Gabriele Detti                                                        | 400 m stile libero   | 3'43"95  | 3º Q      | N.D.        | N.D.        | 3'43"49     | Bronzo      |
| Gabriele Detti                                                        | 1500 m stile libero  | 14'48"68 | 5º Q      | N.D.        | N.D.        | 14'40"86    | Bronzo      |
| Luca Dotto                                                            | 50 m stile libero    | 21"87    | 9º Q      | 21"84       | 9º          | non qualif. | non qualif. |
| Luca Dotto                                                            | 100 m stile libero   | 48"47    | 10º Q     | 48"49       | 13º         | non qualif. | non qualif. |
| Filippo Magnini                                                       | 100 m stile libero   | 49"40    | 37º       | non qualif. | non qualif. | non qualif. | non qualif. |
| Luca Marin                                                            | 400 m misti          | 4'17"88  | 16º       | N.D.        | N.D.        | non qualif. | non qualif. |
| Gregorio Paltrinieri                                                  | 1500 m stile libero  | 14'44"51 | 1º Q      | N.D.        | N.D.        | 14'34"57    | Oro         |
| Luca Pizzini                                                          | 200 m rana           | 2'11"26  | 16º Q     | 2'11"53     | 14º         | non qualif. | non qualif. |
| Matteo Rivolta                                                        | 100 m farfalla       | 52"67    | 25º       | non qualif. | non qualif. | non qualif. | non qualif. |
| Simone Ruffini                                                        | Maratona 10 km       | N.D.     | N.D.      | N.D.        | N.D.        | 1h53'03"    | 6º          |
| Simone Sabbioni                                                       | 100 m dorso          | 54"91    | 28º       | non qualif. | non qualif. | non qualif. | non qualif. |
| Andrea Toniato                                                        | 100 m rana           | 1'00"45  | 22º       | non qualif. | non qualif. | non qualif. | non qualif. |
| Federico Turrini                                                      | 200 m misti          | dns      | dns       | non qualif. | non qualif. | non qualif. | non qualif. |
| Federico Turrini                                                      | 400 m misti          | 4'18"39  | 20º       | N.D.        | N.D.        | non qualif. | non qualif. |
| Federico Vanelli                                                      | Maratona 10 km       | N.D.     | N.D.      | N.D.        | N.D.        | 1h53'03"    | 7º          |
| Luca Dotto Marco Orsi Michele Santucci Luca Leonardi                  | 4×100 m stile libero | 3'14"22  | 9º        | N.D.        | N.D.        | non qualif. | non qualif. |
| Andrea Mitchell D'Arrigo Alex Di Giorgio Marco Belotti Gabriele Detti | 4×200 m stile libero | 7'09"20  | 9º        | N.D.        | N.D.        | non qualif. | non qualif. |
| Simone Sabbioni Andrea Toniato Piero Codia Luca Dotto                 | 4×100 m misti        | 3'34"85  | 11º       | N.D.        | N.D.        | non qualif. | non qualif. |

Femminile
| Atleta                                                                   | Evento               | Batterie | Batterie  | Semifinali  | Semifinali  | Finale      | Finale      |
| Atleta                                                                   | Evento               | Tempo    | Posizione | Tempo       | Posizione   | Tempo       | Posizione   |
| ------------------------------------------------------------------------ | -------------------- | -------- | --------- | ----------- | ----------- | ----------- | ----------- |
| Ilaria Bianchi                                                           | 100 m farfalla       | 58"48    | 20ª       | non qualif. | non qualif. | non qualif. | non qualif. |
| Rachele Bruni                                                            | Maratona 10 km       | N.D.     | N.D.      | N.D.        | N.D.        | 1h56'49"    | Argento     |
| Diletta Carli                                                            | 400 m stile libero   | 4'17"15  | 27ª       | N.D.        | N.D.        | non qualif. | non qualif. |
| Martina Carraro                                                          | 100 m rana           | 1'07"56  | 20ª       | non qualif. | non qualif. | non qualif. | non qualif. |
| Arianna Castiglioni                                                      | 100 m rana           | 1'07"32  | 17ª       | non qualif. | non qualif. | non qualif. | non qualif. |
| Silvia Di Pietro                                                         | 50 m stile libero    | 24"89    | 17ª       | non qualif. | non qualif. | non qualif. | non qualif. |
| Erika Ferraioli                                                          | 50 m stile libero    | 25"40    | 34ª       | non qualif. | non qualif. | non qualif. | non qualif. |
| Erika Ferraioli                                                          | 100 m stile libero   | 55"20    | 26ª       | non qualif. | non qualif. | non qualif. | non qualif. |
| Sara Franceschi                                                          | 200 m misti          | 2'15"61  | 28ª       | non qualif. | non qualif. | non qualif. | non qualif. |
| Sara Franceschi                                                          | 400 m misti          | 4'48"48  | 30ª       | N.D.        | N.D.        | non qualif. | non qualif. |
| Alice Mizzau                                                             | 200 m stile libero   | 1'59"16  | 24ª       | non qualif. | non qualif. | non qualif. | non qualif. |
| Alice Mizzau                                                             | 400 m stile libero   | 4'14"20  | 22ª       | N.D.        | N.D.        | non qualif. | non qualif. |
| Margherita Panziera                                                      | 200 m dorso          | 2'10"92  | 17ª       | non qualif. | non qualif. | non qualif. | non qualif. |
| Federica Pellegrini                                                      | 100 m stile libero   | dns      | dns       | non qualif. | non qualif. | non qualif. | non qualif. |
| Federica Pellegrini                                                      | 200 m stile libero   | 1'56"37  | 5ª Q      | 1'55"42     | 3ª Q        | 1'55"18     | 4ª          |
| Stefania Pirozzi                                                         | 200 m farfalla       | 2'09"40  | 17ª       | non qualif. | non qualif. | non qualif. | non qualif. |
| Alessia Polieri                                                          | 200 m farfalla       | 2'08"95  | 15ª Q     | 2'09"35     | 14ª         | non qualif. | non qualif. |
| Luisa Trombetti                                                          | 200 m misti          | 2'14"66  | 22ª       | non qualif. | non qualif. | non qualif. | non qualif. |
| Luisa Trombetti                                                          | 400 m misti          | 4'45"52  | 26ª       | N.D.        | N.D.        | non qualif. | non qualif. |
| Erika Ferraioli Silvia Di Pietro Aglaia Pezzato Federica Pellegrini      | 4×100 m stile libero | 3'35"90  | 4ª Q      | N.D.        | N.D.        | 3'36"78     | 6ª          |
| Alice Mizzau Martina De Memme Chiara Masini Luccetti Federica Pellegrini | 4×200 m stile libero | 7'57"74  | 13ª       | N.D.        | N.D.        | non qualif. | non qualif. |
| Carlotta Zofkova Arianna Castiglioni Ilaria Bianchi Federica Pellegrini  | 4×100 m misti        | 3'59"09  | 7ª Q      | N.D.        | N.D.        | 3'59"50     | 8ª          |

### Nuoto sincronizzato
| Atleta | Evento  | Qualificazioni    | Qualificazioni   | Qualificazioni | Qualificazioni | Finale            | Finale           | Finale       | Finale    |
| Atleta | Evento  | Programma tecnico | Programma libero | Punti totali   | Posizione      | Programma tecnico | Programma libero | Punti totali | Posizione |
| --- | ------- | ----------------- | ---------------- | -------------- | -------------- | ----------------- | ---------------- | ------------ | --------- |
| Linda Cerruti Costanza Ferro | Duo     | 90.4412           | 91.1333          | 181.5745       | 6ª Q           | 90.4412           | 92.3667          | 182.8079     | 6ª        |
| Elisa Bozzo Beatrice Callegari Camilla Cattaneo Linda Cerruti Francesca Deidda Costanza Ferro Manila Flamini Mariangela Perrupato Sara Sgarzi | Squadre | N.D.              | N.D.             | N.D.           | N.D.           | 91.1142           | 92.2667          | 183.3809     | 5º        |

### Pallanuoto

#### Maschile
| Rosa | Classifica |                   |
| --- | --- | ----------------- |
| V · D · M Nazionale maschile italiana di pallanuoto · Giochi olimpici - Rio de Janeiro 2016 1 Tempesti · 2 Di Fulvio · 3 Gitto · 4 Figlioli · 5 Fondelli · 6 Velotto · 7 Nora · 8 Gallo · 9 N. Presciutti · 10 Bodegas · 11 Aicardi · 12 C. Presciutti · 13 Del Lungo · CT : Sandro Campagna | Bronzo |                   |
| Nazionale maschile italiana di pallanuoto · Giochi olimpici - Rio de Janeiro 2016 | |                   |
| 1 Tempesti · 2 Di Fulvio · 3 Gitto · 4 Figlioli · 5 Fondelli · 6 Velotto · 7 Nora · 8 Gallo · 9 N. Presciutti · 10 Bodegas · 11 Aicardi · 12 C. Presciutti · 13 Del Lungo · CT: Sandro Campagna                                                                                              | 1 Tempesti · 2 Di Fulvio · 3 Gitto · 4 Figlioli · 5 Fondelli · 6 Velotto · 7 Nora · 8 Gallo · 9 N. Presciutti · 10 Bodegas · 11 Aicardi · 12 C. Presciutti · 13 Del Lungo · CT: Sandro Campagna | Italia (bandiera) |

Fase a Gironi - Gruppo B
| Arbitri: | Vojin Putnikovic Georgios Starvidis |

|                                  |           |                                                    |
| A. Munarriz G. Molina A. Espanol | Marcatori | F. Di Fulvio P. Figlioli C. Presciutti A. Fondelli |

| Arbitri: | Radoslaw Koryzna Sergey Naumov |

|                                                                         |           |                                                             |
| F. Di Fulvio P. Figlioli C. Presciutti M. Bodegas A. Velotto M. Aicardi | Marcatori | I. Kovacevic S. Thibaut U. Crousillat R. Blary P. Tomasevic |

| Arbitri: | Peter Molinar Georgios Starvidis |

|                                                   |           |                                                 |
| Draško Brguljan A. Ivovic Darko Brguljan S. Misic | Marcatori | F. Di Fulvio P. Figlioli V. Gallo C. Presciutti |

| Arbitri: | Mark Koganov Daniel Gerrard Flahive |

|                                                          |           |                                                                   |
| M. Jokovic A. Buslje S. Sukno A. Setka D. Buric L. Bukic | Marcatori | P. Figlioli V. Gallo M. Bodegas C. Presciutti A. Fondelli A. Nora |

| Arbitri: | Boris Margeta Vojin Putnikovic |

|                                                                |           |                                                              |
| L. Cupido J. Samuels T. Azevedo B. Bonanni T. Dunstan A. Obert | Marcatori | F. Di Fulvio P. Figlioli C. Presciutti M. Bodegas M. Aicardi |

| Pos. | Squadra     | Pt | G | V | N | P | GF | GS | DR  |
| ---- | ----------- | -- | - | - | - | - | -- | -- | --- |
| 1    | Spagna      | 7  | 5 | 3 | 1 | 1 | 46 | 35 | +11 |
| 2    | Croazia     | 6  | 5 | 3 | 0 | 2 | 37 | 37 | 0   |
| 3    | Italia      | 6  | 5 | 3 | 0 | 2 | 40 | 41 | -1  |
| 4    | Montenegro  | 5  | 5 | 2 | 1 | 2 | 36 | 32 | +4  |
| 5    | Stati Uniti | 4  | 5 | 2 | 0 | 3 | 35 | 35 | 0   |
| 6    | Francia     | 2  | 5 | 1 | 0 | 4 | 28 | 42 | -14 |

Quarti di finale
| Arbitri: | Boris Margeta Sergey Naumov |

|                                           |           |                                                                    |
| I. Fountoulis K. Mourikis A. Vlachopoulos | Marcatori | F. Di Fulvio P. Figlioli C. Presciutti N. Gitto A. Nora M. Aicardi |

Semifinale
| Arbitri: | Georgios Stavridis Daniel Gerrard Flahive |

|                                               |           |                                                                         |
| P. Figlioli V. Gallo C. Presciutti M. Bodegas | Marcatori | D. Pijetlovic F. Filipovic A. Prlainovic S. Mitrović D. Mandic S. Nikic |

Finale per il bronzo
| Arbitri: | Boris Margeta Sergey Naumov |

|                                                                  |           |                                                                     |
| A. Radovic M. Janovic A. Ivovic D. Brguljan S. Misic F. Klikovac | Marcatori | P. Figlioli V. Gallo C. Presciutti M. Aicardi N. Presciutti A. Nora |

 Italia: Medaglia di bronzo .

#### Femminile
| Rosa | Classifica |                   |
| --- | --- | ----------------- |
| V · D · M Nazionale femminile italiana di pallanuoto · Giochi olimpici - Rio de Janeiro 2016 1 Gorlero · 2 Tabani · 3 Garibotti · 4 Queirolo · 5 Radicchi · 6 Aiello · 7 Di Mario · 8 Bianconi · 9 Emmolo · 10 Pomeri · 11 Cotti · 12 Frassinetti · 13 Teani · CT : Fabio Conti | Argento |                   |
| Nazionale femminile italiana di pallanuoto · Giochi olimpici - Rio de Janeiro 2016 | |                   |
| 1 Gorlero · 2 Tabani · 3 Garibotti · 4 Queirolo · 5 Radicchi · 6 Aiello · 7 Di Mario · 8 Bianconi · 9 Emmolo · 10 Pomeri · 11 Cotti · 12 Frassinetti · 13 Teani · CT: Fabio Conti                                                                                               | 1 Gorlero · 2 Tabani · 3 Garibotti · 4 Queirolo · 5 Radicchi · 6 Aiello · 7 Di Mario · 8 Bianconi · 9 Emmolo · 10 Pomeri · 11 Cotti · 12 Frassinetti · 13 Teani · CT: Fabio Conti | Italia (bandiera) |

Fase a gironi - Gruppo A
| Arbitri: | Diana Dutilh Dion Willis |

|                                                                                    |           |                                  |
| F. Radicchi T. Di Mario R. Bianconi G. Emmolo T. Frassinetti E. Queirolo R. Aiello | Marcatori | D. Abla I. Chiappini A. Oliveira |

| Arbitri: | Peter Molnar Boris Margeta |

|                                                                    |           |                                                      |
| A. Garibotti R. Bianconi G. Emmolo C. Tabani E. Queirolo F. Pomeri | Marcatori | R. Webster Z. Arancini A. Southern B. Knox I. Bishop |

| Arbitri: | Peila Joe Alexandrescu Adrian |

|                                                    |           |                                                         |
| A. Grineva E. Lisunova E. Ivanova Nadezhda Glyzina | Marcatori | G. Emmolo R. Bianconi E. Queirolo A. Garibotti A. Cotti |

| Pos. | Squadra   | Pt | G | V | N | P | GF | GS | DR  |
| ---- | --------- | -- | - | - | - | - | -- | -- | --- |
| 1    | Italia    | 6  | 3 | 3 | 0 | 0 | 27 | 15 | +12 |
| 2    | Australia | 4  | 3 | 2 | 0 | 1 | 31 | 15 | +16 |
| 3    | Russia    | 2  | 3 | 1 | 0 | 2 | 23 | 31 | -8  |
| 3    | Brasile   | 0  | 3 | 0 | 0 | 3 | 13 | 33 | -20 |

Quarti di finale
| Arbitri: | Georgios Stavridis Adrian Alexandrescu |

|                                                                                     |           |                        |
| A. Garibotti F. Radicchi T. Di Mario R. Bianconi G. Emmolo T. Frassinetti R. Aiello | Marcatori | H. Ma C. Zhang Z. Zhao |

Semifinale
| Arbitri: | Xevi Buck Mark Koganov |

|                                                                                     |           |                                                                        |
| N. Glyzina E. Prokof'eva O. Gorbunova E. Soboleva E. Ivanova E. Lisunova A. Grineva | Marcatori | A. Garibotti F. Radicchi T. Di Mario R. Bianconi C. Tabani E. Queirolo |

Finale
| Arbitri: | Adrian Alexandrescu Xevi Buch |

|                                                                                             |           |                                               |
| R. Fattal M. Steffens C. Mathewson K. Neushul M. Fischer K. Craig M. Musselman M. Seidemann | Marcatori | F. Radicchi T. Di Mario R. Bianconi G. Emmolo |

 Italia: Medaglia d'argento .

### Pallavolo

#### Maschile
Rosa
| N° | Naz.                                  | Ruolo | Sportivo           | Anno |        |  | Squadra di club    |  |
| -- | ------------------------------------- | ----- | ------------------ | ---- | ------ |  | ------------------ |  |
| 3  | Italia (bandiera)                     | P     | Daniele Sottile    | 1979 | 1,86 m |  | Top Volley Latina  |  |
| 4  | Italia (bandiera)                     | SO    | Luca Vettori       | 1991 | 1,99 m |  | Modena             |  |
| 5  | Cuba (bandiera) · Italia (bandiera)   | SL    | Osmany Juantorena  | 1985 | 2,00 m |  | Lube               |  |
| 6  | Italia (bandiera)                     | P     | Simone Giannelli   | 1996 | 2,00 m |  | Trentino           |  |
| 7  | Italia (bandiera)                     | L     | Salvatore Rossini  | 1986 | 1,84 m |  | Modena             |  |
| 9  | Italia (bandiera)                     | SO    | Ivan Zaytsev       | 1988 | 2,02 m |  | Dinamo Mosca       |  |
| 10 | Italia (bandiera)                     | SL    | Filippo Lanza      | 1991 | 1,96 m |  | Trentino           |  |
| 11 | Italia (bandiera)                     | C     | Simone Buti        | 1983 | 2,08 m |  | Sir Safety Perugia |  |
| 13 | Italia (bandiera)                     | L     | Massimo Colaci     | 1985 | 1,80 m |  | Trentino           |  |
| 14 | Italia (bandiera)                     | C     | Matteo Piano       | 1990 | 2,07 m |  | Modena             |  |
| 15 | Italia (bandiera)                     | C     | Emanuele Birarelli | 1981 | 2,02 m |  | Sir Safety Perugia |  |
| 16 | Russia (bandiera) · Italia (bandiera) | SO    | Oleg Antonov       | 1988 | 1,98 m |  | Trentino           |  |

- Allenatore:  Gianlorenzo Blengini

Fase a gironi - Gruppo A
| Rio de Janeiro 7 agosto 2016, ore 09:30 UTC-3 | Italia                                    | 3 – 0 (25-20, 25-20, 25-15) referto | Francia | Maracanãzinho (4 456 spett.)\| Arbitri: \| Hernan Gonzalo Casamiquela Denny Cespedes \| |
| Arbitri:                                      | Hernan Gonzalo Casamiquela Denny Cespedes |                                     |         |                                                                                         |

| Rio de Janeiro 9 agosto 2016, ore 15:00 UTC-3 | Italia                             | 3 – 1 (28-26, 20-25, 25-23, 25-23) referto | Stati Uniti | Maracanãzinho (6 494 spett.)\| Arbitri: \| Vladimir Simonovic Andrey Zenovich \| |
| Arbitri:                                      | Vladimir Simonovic Andrey Zenovich |                                            |             |                                                                                  |

| Rio de Janeiro 11 agosto 2016, ore 20:30 UTC-3 | Italia                        | 3 – 0 (25-17, 25-13, 25-17) referto | Messico | Maracanãzinho (5 472 spett.)\| Arbitri: \| Arturo Di Giacomo Piotr Dudek \| |
| Arbitri:                                       | Arturo Di Giacomo Piotr Dudek |                                     |         |                                                                             |

| Rio de Janeiro 13 agosto 2016, ore 22:35 UTC-3 | Brasile                  | 1 – 3 (25-23, 23-25, 22-25, 15-25) referto | Italia | Maracanãzinho (8 892 spett.)\| Arbitri: \| Piotr Dudek Nasr Shaaban \| |
| Arbitri:                                       | Piotr Dudek Nasr Shaaban |                                            |        |                                                                        |

| Rio de Janeiro 15 agosto 2016, ore 20:30 UTC-3 | Italia                                     | 1 – 3 (23-25, 17-25, 25-16, 21-25) referto | Canada | Maracanãzinho (7 109 spett.)\| Arbitri: \| Andrey Zenovich Hernan Gonzalo Casamiquela \| |
| Arbitri:                                       | Andrey Zenovich Hernan Gonzalo Casamiquela |                                            |        |                                                                                          |

Quarti di finale
| Rio de Janeiro 17 agosto 2016, ore 18:00 UTC-3 | Italia                     | 3 – 0 (31-29, 25-19, 25-17) referto | Iran | Maracanãzinho (7 213 spett.)\| Arbitri: \| Denny Cespedes Juraj Mokry \| |
| Arbitri:                                       | Denny Cespedes Juraj Mokry |                                     |      |                                                                          |

Semifinale
| Rio de Janeiro 19 agosto 2016, ore 13:00 UTC-3 | Italia                                       | 3 – 2 (30-28, 26-28, 9-25, 25-22, 15-9) referto | Stati Uniti | Maracanãzinho (8 153 spett.)\| Arbitri: \| Arturo Di Giacomo Hernan Gonzalo Casamiquela \| |
| Arbitri:                                       | Arturo Di Giacomo Hernan Gonzalo Casamiquela |                                                 |             |                                                                                            |

Finale
| Rio de Janeiro 21 agosto 2016, ore 13:15 UTC-3 | Italia                         | 0 – 3 (22-25, 26-28, 24-26) referto | Brasile | Maracanãzinho (9 824 spett.)\| Arbitri: \| Andrey Zenovich Denny Cespedes \| |
| Arbitri:                                       | Andrey Zenovich Denny Cespedes |                                     |         |                                                                              |

 Italia: Medaglia d'argento .

#### Femminile
Rosa
| N° | Naz.              | Ruolo | Sportivo             | Anno |        |  | Squadra di club |  |
| -- | ----------------- | ----- | -------------------- | ---- | ------ |  | --------------- |  |
| 1  | Italia (bandiera) | SO    | Serena Ortolani      | 1987 | 1,87 m |  | Imoco           |  |
| 4  | Italia (bandiera) | P     | Alessia Orro         | 1998 | 1,80 m |  | Club Italia     |  |
| 6  | Italia (bandiera) | L     | Monica De Gennaro    | 1987 | 1,81 m |  | Imoco           |  |
| 7  | Italia (bandiera) | C     | Martina Guiggi       | 1984 | 1,88 m |  | AGIL            |  |
| 8  | Italia (bandiera) | SL    | Alessia Gennari      | 1991 | 1,84 m |  | Bergamo         |  |
| 9  | Italia (bandiera) | SO    | Nadia Centoni        | 1981 | 1,85 m |  | Galatasaray     |  |
| 11 | Italia (bandiera) | C     | Cristina Chirichella | 1994 | 1,95 m |  | AGIL            |  |
| 14 | Italia (bandiera) | P     | Eleonora Lo Bianco   | 1979 | 1,71 m |  | Bergamo         |  |
| 15 | Italia (bandiera) | SL    | Antonella Del Core   | 1980 | 1,81 m |  | Dinamo-Kazan    |  |
| 16 | Italia (bandiera) | SL    | Myriam Sylla         | 1995 | 1,81 m |  | Bergamo         |  |
| 18 | Italia (bandiera) | SO    | Paola Egonu          | 1998 | 1,89 m |  | Club Italia     |  |
| 20 | Italia (bandiera) | C     | Anna Danesi          | 1996 | 1,96 m |  | Club Italia     |  |

- Allenatore:  Marco Bonitta

Fase a gironi - Gruppo B
| Rio de Janeiro 6 agosto 2016, ore 22:35 UTC-3 | Serbia                        | 3 – 0 (27-25, 25-20, 25-23) referto | Italia | Maracanãzinho (4 373 spett.)\| Arbitri: \| Piotr Dudek Arturo Di Giacomo \| |
| Arbitri:                                      | Piotr Dudek Arturo Di Giacomo |                                     |        |                                                                             |

| Rio de Janeiro 8 agosto 2016, ore 9:30 UTC-3 | Cina                      | 3 – 0 (25-21, 25-21, 25-16) referto | Italia | Maracanãzinho (4 804 spett.)\| Arbitri: \| Patricia Rolf Paulo Turci \| |
| Arbitri:                                     | Patricia Rolf Paulo Turci |                                     |        |                                                                         |

| Rio de Janeiro 10 agosto 2016, ore 11:35 UTC-3 | Italia                   | 0 – 3 (21-25, 20-25, 20-25) referto | Paesi Bassi | Maracanãzinho (5 539 spett.)\| Arbitri: \| Juraj Mokry Nasr Shaaban \| |
| Arbitri:                                       | Juraj Mokry Nasr Shaaban |                                     |             |                                                                        |

| Rio de Janeiro 12 agosto 2016, ore 15:00 UTC-3 | Stati Uniti                       | 3 – 1 (25-22, 25-22, 23-25, 20-25) referto | Italia | Maracanãzinho (7 243 spett.)\| Arbitri: \| Rogerio Espicalsky Denny Cespedes \| |
| Arbitri:                                       | Rogerio Espicalsky Denny Cespedes |                                            |        |                                                                                 |

| Rio de Janeiro 14 agosto 2016, ore 15:00 UTC-3 | Italia                     | 3 – 0 (25-14, 25-13, 25-22) referto | Porto Rico | Maracanãzinho\| Arbitri: \| Joe Hee Kang Patricia Rolf \| |
| Arbitri:                                       | Joe Hee Kang Patricia Rolf |                                     |            |                                                           |

 Italia: Eliminata dopo il primo turno.

### Pentathlon moderno
| Atleta             | Evento         | Scherma     | Scherma   | Scherma  | Nuoto   | Nuoto     | Nuoto    | Equitazione | Equitazione | Equitazione | Combinato: corsa/pistola | Combinato: corsa/pistola | Combinato: corsa/pistola | Totale | Posizione finale |
| Atleta             | Evento         | Risultati   | Posizione | PM punti | Tempo   | Posizione | PM punti | Penalità    | Posizione   | Punti PM    | Tempo                    | Posizione                | Punti PM                 | Totale | Posizione finale |
| ------------------ | -------------- | ----------- | --------- | -------- | ------- | --------- | -------- | ----------- | ----------- | ----------- | ------------------------ | ------------------------ | ------------------------ | ------ | ---------------- |
| Riccardo De Luca   | Gara maschile  | V: 20 P: 15 | 9º        | 222      | 2'09"36 | 34º       | 312      | 0           | 6º          | 300         | 11'07"23                 | 6º                       | 633                      | 1467   | 5º               |
| Pier Paolo Petroni | Gara maschile  | V: 13 P: 22 | 31º       | 179      | 2'05"51 | 21º       | 324      | 7           | 7º          | 293         | 11'39"60                 | 23º                      | 601                      | 1397   | 24º              |
| Claudia Cesarini   | Gara femminile | V: 17 P: 18 | 15ª       | 202      | 2'20"85 | 27ª       | 278      | 39          | 27ª         | 261         | 13'04"34                 | 21ª                      | 516                      | 1260   | 24ª              |
| Alice Sotero       | Gara femminile | V: 20 P: 15 | 9ª        | 221      | 2'12"63 | 8ª        | 303      | 21          | 23ª         | 279         | 13'00"47                 | 18ª                      | 520                      | 1323   | 8ª               |

### Pugilato
Maschile
| Manuel Cappai         | Pesi mosca leggeri (-49 kg) | N. Hernández (USA) P (0-3)    | non qualificato           | non qualificato           | non qualificato | non qualificato | non qualificato | non qualificato |                 |                 |
| Carmine Tommasone     | Pesi leggeri (-60 kg)       | L. Delgado (MEX) V (3-0)      | L. Álvarez (CUB) P (0-3)  | non qualificato           | non qualificato | non qualificato | non qualificato | non qualificato |                 |                 |
| Vincenzo Mangiacapre  | Pesi welter (-69 kg)        | J.P. Romero (MEX) V (2-1)     | G. Maestre (VEN) P (WO)   | non qualificato           | non qualificato | non qualificato | non qualificato | non qualificato |                 |                 |
| Valentino Manfredonia | Pesi mediomassimi (-81 kg)  | M. Dauhaliavets (BGR) P (1-2) | non qualificato           | non qualificato           | non qualificato | non qualificato | non qualificato | non qualificato |                 |                 |
| Clemente Russo        | Pesi massimi (-91 kg)       | Bye                           | H. Chaktami (TUN) V (3-0) | E. Tiščenko (RUS) P (0-3) | non qualificato | non qualificato | non qualificato | non qualificato |                 |                 |
| Guido Vianello        | Pesi supermassimi (+91 kg)  | Bye                           | L.E. Pero (CUB) P (0-3)   | non qualificato           | non qualificato | non qualificato | non qualificato | non qualificato | non qualificato | non qualificato |

Femminile
| Atleta     | Evento                | Trentaduesimi        | Sedicesimi           | Ottavi di finale         | Quarti di finale         | Semifinali           | Finale               | Pos.            |
| Atleta     | Evento                | Avversaria Risultato | Avversaria Risultato | Avversaria Risultato     | Avversaria Risultato     | Avversaria Risultato | Avversaria Risultato | Pos.            |
| ---------- | --------------------- | -------------------- | -------------------- | ------------------------ | ------------------------ | -------------------- | -------------------- | --------------- |
| Irma Testa | Pesi leggeri (-60 kg) | N.D.                 | N.D.                 | S.M. Watts (AUS) V (2-1) | E. Mossely (FRA) P (0-3) | non qualificata      | non qualificata      | non qualificata |

### Scherma
Maschile
| Atleta                                                      | Evento               | Trentaduesimi        | Sedicesimi                 | Ottavi di finale                | Quarti di finale             | Semifinali              | Finale                       | Pos.            |
| Atleta                                                      | Evento               | Avversario Risultato | Avversario Risultato       | Avversario Risultato            | Avversario Risultato         | Avversario Risultato    | Avversario Risultato         | Pos.            |
| ----------------------------------------------------------- | -------------------- | -------------------- | -------------------------- | ------------------------------- | ---------------------------- | ----------------------- | ---------------------------- | --------------- |
| Paolo Pizzo                                                 | Spada individuale    | Bye                  | M. Heinzer (SUI) P (11-15) | non qualificato                 | non qualificato              | non qualificato         | non qualificato              | non qualificato |
| Enrico Garozzo                                              | Spada individuale    | Bye                  | J. Jung (KOR) V (15-11)    | S. Park (KOR) P (12-15)         | non qualificato              | non qualificato         | non qualificato              | non qualificato |
| Marco Fichera                                               | Spada individuale    | Bye                  | K. Minobe (JPN) P (8-15)   | non qualificato                 | non qualificato              | non qualificato         | non qualificato              | non qualificato |
| Paolo Pizzo Enrico Garozzo Marco Fichera Andrea Santarelli  | Spada a squadre      | N.D.                 | N.D.                       | N.D.                            | Svizzera (SUI) V (45-32)     | Ucraina (UKR) V (45-33) | Francia (FRA) P (31-45)      | Argento         |
| Giorgio Avola                                               | Fioretto individuale | Bye                  | D. Gómez (MEX) V (15-5)    | P. Joppich (DEU) V (15-13)      | A. Massialas (USA) P (14-15) | non qualificato         | non qualificato              | non qualificato |
| Andrea Cassarà                                              | Fioretto individuale | Bye                  | J. Cadot (FRA) V (15-14)   | R. Kruse (GBR) P (12-15)        | non qualificato              | non qualificato         | non qualificato              | non qualificato |
| Daniele Garozzo                                             | Fioretto individuale | Bye                  | T. Ayad (EGY) V (15-8)     | A. Abouelkassem (EGY) V (15-13) | G. Toldo (BRA) V (15-8)      | T. Safin (RUS) V (15-8) | A. Massialas (USA) V (15-11) | Oro             |
| Giorgio Avola Andrea Baldini Andrea Cassarà Daniele Garozzo | Fioretto a squadre   | N.D.                 | N.D.                       | N.D.                            | Brasile (BRA) V (45-27)      | Francia (FRA) P (30-45) | Stati Uniti (USA) P (31-45)  | 4º              |
| Aldo Montano                                                | Sciabola individuale | Bye                  | F. Ferjani (TUN) V (15-11) | N. Kovalëv (RUS) P (13-15)      | non qualificato              | non qualificato         | non qualificato              | non qualificato |
| Diego Occhiuzzi                                             | Sciabola individuale | N.D.                 | T.A. An (VIE) P (12-15)    | non qualificato                 | non qualificato              | non qualificato         | non qualificato              | non qualificato |

Femminile
| Atleta                                                      | Evento               | Trentaduesimi        | Sedicesimi                    | Ottavi di finale             | Quarti di finale           | Semifinali                 | Finale                         | Pos.            |
| Atleta                                                      | Evento               | Avversario Risultato | Avversario Risultato          | Avversario Risultato         | Avversario Risultato       | Avversario Risultato       | Avversario Risultato           | Pos.            |
| ----------------------------------------------------------- | -------------------- | -------------------- | ----------------------------- | ---------------------------- | -------------------------- | -------------------------- | ------------------------------ | --------------- |
| Rossella Fiamingo                                           | Spada Individuale    | Bye                  | L. McKinnon (CAN) V (15-8)    | V. Kong (HKG) V (15-11)      | Choi I.-j. (KOR) V (15-8)  | Sun Y. (CHN) V (12-11)     | E. Szász (HUN) P (13-15)       | Argento         |
| Elisa Di Francisca                                          | Fioretto Individuale | Bye                  | Lin P. H. (HKG) V (15-8)      | H. Łyczbińska (POL) V (15-6) | Yongshi L. (CHN) V (15-10) | I. Boubakri (TUN) V (12-9) | I. Deriglazova (RUS) P (11-12) | Argento         |
| Arianna Errigo                                              | Fioretto Individuale | Bye                  | T.A. Do (VIE) V (15-9)        | E. Harvey (CAN) P (11-15)    | non qualificato            | non qualificato            | non qualificato                | non qualificato |
| Rossella Gregorio                                           | Sciabola individuale | Bye                  | A. Komashchuk (UKR) P (14-15) | non qualificato              | non qualificato            | non qualificato            | non qualificato                | non qualificato |
| Loreta Gulotta                                              | Sciabola individuale | Bye                  | A. Socha (POL) V (15-10)      | J. Kim (KOR) V (15-13)       | O. Kharlan (UKR) P (4-15)  | non qualificato            | non qualificato                | non qualificato |
| Irene Vecchi                                                | Sciabola individuale | Bye                  | C. Lembach (FRA) P (11-15)    | non qualificato              | non qualificato            | non qualificato            | non qualificato                | non qualificato |
| Rossella Gregorio Loreta Gulotta Irene Vecchi Ilaria Bianco | Sciabola a squadre   | N.D.                 | N.D.                          | N.D.                         | Francia (FRA) V (45-36)    | Ucraina (UKR) P (42-45)    | Stati Uniti (USA) P (30-45)    | 4º              |

### Sollevamento pesi
Maschile
| Atleta           | Evento | Strappo   | Strappo    | Slancio   | Slancio    | Totale | Classifica |
| Atleta           | Evento | Risultato | Classifica | Risultato | Classifica | Totale | Classifica |
| ---------------- | ------ | --------- | ---------- | --------- | ---------- | ------ | ---------- |
| Mirco Scarantino | -56 kg | 115 kg    | 9º         | 149 kg    | 5º         | 264 kg | 7º         |

Femminile
| Atleta            | Evento | Strappo   | Strappo    | Slancio   | Slancio    | Totale | Classifica |
| Atleta            | Evento | Risultato | Classifica | Risultato | Classifica | Totale | Classifica |
| ----------------- | ------ | --------- | ---------- | --------- | ---------- | ------ | ---------- |
| Giorgia Bordignon | -63 kg | 98 kg     | 7º         | 119 kg    | 6º         | 217 kg | 6º         |

### Tennis
Maschile
| Atleta                      | Evento  | 32-esimi                 | 32-esimi          | 16-esimi                        | 16-esimi          | Ottavi di finale        | Ottavi di finale  | Quarti di finale            | Quarti di finale | Semifinali      | Semifinali      | Finale          | Finale          | Classifica      |
| Atleta                      | Evento  | Avver.                   | Punt.             | Avver.                          | Punt.             | Avver.                  | Punt.             | Avver.                      | Punt.            | Avver.          | Punt.           | Avver.          | Punt.           | Classifica      |
| --------------------------- | ------- | ------------------------ | ----------------- | ------------------------------- | ----------------- | ----------------------- | ----------------- | --------------------------- | ---------------- | --------------- | --------------- | --------------- | --------------- | --------------- |
| Thomas Fabbiano             | Singolo | R. Dutra Silva (BRA)     | P (6–7, 1–6)      | non qualificato                 | non qualificato   | non qualificato         | non qualificato   | non qualificato             | non qualificato  | non qualificato | non qualificato | non qualificato | non qualificato | non qualificato |
| Fabio Fognini               | Singolo | V. Estrella Burgos (DOM) | V (2–6, 7–6, 6-0) | B. Paire (FRA)                  | V (6–4, 4–6, 7–6) | A. Murray (GBR)         | P (1–6, 6–2, 3–6) | non qualificato             | non qualificato  | non qualificato | non qualificato | non qualificato | non qualificato | non qualificato |
| Paolo Lorenzi               | Singolo | L. Yen-hsun (TPE)        | V (3–6, 6–3, 6–4) | R. Bautista Agut (ESP)          | P (6–7, 2–6)      | non qualificato         | non qualificato   | non qualificato             | non qualificato  | non qualificato | non qualificato | non qualificato | non qualificato | non qualificato |
| Andreas Seppi               | Singolo | I. Marchenko (UKR)       | V (6–3, 3–6, 7–6) | R. Nadal (ESP)                  | P (3–6, 3–6)      | non qualificato         | non qualificato   | non qualificato             | non qualificato  | non qualificato | non qualificato | non qualificato | non qualificato | non qualificato |
| Fabio Fognini Andreas Seppi | Doppio  | N.D.                     | N.D.              | I. Marchenko D. Molchanov (UKR) | V (6–4, 6–3)      | T. Bellucci A. Sá (BRA) | V (5–7, 7–5, 6–3) | D. Nestor V. Pospisil (CAN) | P (3–6, 1–6)     | non qualificato | non qualificato | non qualificato | non qualificato | non qualificato |

Femminile
| Atleta                    | Evento  | 32-esimi             | 32-esimi          | 16-esimi                    | 16-esimi        | Ottavi di finale         | Ottavi di finale | Quarti di finale              | Quarti di finale  | Semifinali      | Semifinali      | Finale          | Finale          | Classifica      |
| Atleta                    | Evento  | Avver.               | Punt.             | Avver.                      | Punt.           | Avver.                   | Punt.            | Avver.                        | Punt.             | Avver.          | Punt.           | Avver.          | Punt.           | Classifica      |
| ------------------------- | ------- | -------------------- | ----------------- | --------------------------- | --------------- | ------------------------ | ---------------- | ----------------------------- | ----------------- | --------------- | --------------- | --------------- | --------------- | --------------- |
| Sara Errani               | Singolo | K. Bertens (NED)     | V (4–6, 6–4, 6–3) | B. Strýcová (CZE)           | V (6-2, 6-2)    | D. Kasatkina (RUS)       | P (5-7, 2-6)     | non qualificato               | non qualificato   | non qualificato | non qualificato | non qualificato | non qualificato | non qualificato |
| Karin Knapp               | Singolo | L. Šafářová (CZE)    | P (6–4, 1–6, 1–6) | non qualificato             | non qualificato | non qualificato          | non qualificato  | non qualificato               | non qualificato   | non qualificato | non qualificato | non qualificato | non qualificato | non qualificato |
| Roberta Vinci             | Singolo | A. Schmiedlová (SVK) | P (5–7, 4–6)      | non qualificato             | non qualificato | non qualificato          | non qualificato  | non qualificato               | non qualificato   | non qualificato | non qualificato | non qualificato | non qualificato | non qualificato |
| Sara Errani Roberta Vinci | Doppio  | N.D.                 | N.D.              | A. Kerber A. Petkovic (DEU) | V (6–2, 6–2)    | X. Yifan Z. Saisai (CHN) | V (6–2, 6–3)     | L. Šafářová B. Strýcová (CZE) | P (6–4, 4–6, 4–6) | non qualificato | non qualificato | non qualificato | non qualificato | non qualificato |

### Tiro a segno/volo
Maschile
| Atleta            | Evento                      | Qualificazione | Qualificazione | Finale          | Finale          |
| Atleta            | Evento                      | Punteggio      | Classifica     | Punteggio       | Classifica      |
| ----------------- | --------------------------- | -------------- | -------------- | --------------- | --------------- |
| Antonino Barillà  | Double trap                 | 125            | 16º            | non qualificato | non qualificato |
| Niccolò Campriani | Carabina 10m aria compressa | 630,2          | 1º Q           | 206,1           | Oro             |
| Niccolò Campriani | Carabina 50m a terra        | 625,3          | 6º Q           | 102,8           | 7º              |
| Niccolò Campriani | Carabina 50m 3 posizioni    | 1174-62x       | 8º Q           | 458,8           | Oro             |
| Marco De Nicolo   | Carabina 10m aria compressa | 620,5          | 30º            | non qualificato | non qualificato |
| Marco De Nicolo   | Carabina 50m a terra        | 626,0          | 5º Q           | 123,6           | 6º              |
| Marco De Nicolo   | Carabina 50m 3 posizioni    | 1168-59x       | 27º            | non qualificato | non qualificato |
| Massimo Fabbrizi  | Trap                        | 118            | 6º Q           | 11              | 6º              |
| Giuseppe Giordano | Pistola 10m aria compressa  | 580            | 5º Q           | 118,4           | 6º              |
| Giuseppe Giordano | Pistola 50m                 | 547            | 26º            | non qualificato | non qualificato |
| Marco Innocenti   | Double trap                 | 136            | 5º Q           | 27 + 24         | Argento         |
| Luigi Lodde       | Skeet                       | 116            | 24°            | non qualificato | non qualificato |
| Riccardo Mazzetti | Pistola automatica 25m      | 586            | 4° Q           | 10              | 6°              |
| Giovanni Pellielo | Trap                        | 112            | 1º Q           | 14 + 13 (+3)    | Argento         |
| Gabriele Rossetti | Skeet                       | 121            | 5º Q           | 16+16           | Oro             |

Femminile
| Atleta          | Evento                      | Qualificazione | Qualificazione | Finale          | Finale          |
| Atleta          | Evento                      | Punteggio      | Classifica     | Punteggio       | Classifica      |
| --------------- | --------------------------- | -------------- | -------------- | --------------- | --------------- |
| Diana Bacosi    | Skeet                       | 72             | 3º Q           | 15 + 15         | Oro             |
| Chiara Cainero  | Skeet                       | 70             | 4º Q           | 16 + 14         | Argento         |
| Jessica Rossi   | Trap                        | 69             | 2º Q           | 10              | 6º              |
| Petra Zublasing | Carabina 10m aria compressa | 411,6          | 34º            | non qualificata | non qualificata |
| Petra Zublasing | Carabina 50m 3 posizioni    | 589            | 1º Q           | 437,7           | 4º              |

### Tiro con l'arco
Maschile
| Marco Galiazzo                                 | Individuale | 651  | 47 | C. Duenas (CAN) (18) P 5-6   | non qualificato                | non qualificato              | non qualificato                | non qualificato | non qualificato | non qualificato |                 |                 |                 |
| Mauro Nespoli                                  | Individuale | 671  | 16 | M.H. Wijaya (INA) (49) V 7-3 | S. Duzelbayev (KAZ) (48) V 6-0 | R.E. Agatha (INA) (33) V 6-0 | J.C. Valladont (FRA) (8) P 5-6 | non qualificato | non qualificato | non qualificato | non qualificato | non qualificato | non qualificato |
| David Pasqualucci                              | Individuale | 685  | 3  | A. David (MAW) (62) V 6-0    | A .Fernández (ESP) (35) P 2-6  | non qualificato              | non qualificato                | non qualificato | non qualificato | non qualificato |                 |                 |                 |
| Marco Galiazzo Mauro Nespoli David Pasqualucci | Squadre     | 2007 | 3  | N.D.                         | N.D.                           | Bye                          | Cina (CHN) (6) P 152-167       | non qualificato | non qualificato | non qualificato |                 |                 |                 |

Femminile
| Atleta                                          | Evento      | Round di qualificazione | Round di qualificazione | 32-esimi                    | 16-esimi                   | Ottavi                       | Quarti                    | Semifinali                 | Finale/ Finale per il bronzo | Pos.            |
| Atleta                                          | Evento      | Punteggio               | Seed                    | Avversario Seed Punteggio   | Avversario Seed Punteggio  | Avversario Seed Punteggio    | Avversario Seed Punteggio | Avversario Seed Punteggio  | Avversario Seed Punteggio    | Pos.            |
| ----------------------------------------------- | ----------- | ----------------------- | ----------------------- | --------------------------- | -------------------------- | ---------------------------- | ------------------------- | -------------------------- | ---------------------------- | --------------- |
| Lucilla Boari                                   | Individuale | 651                     | 7                       | A. Ingley (AUS) (58) P 1-7  | non qualificato            | non qualificato              | non qualificato           | non qualificato            | non qualificato              | non qualificato |
| Claudia Mandia                                  | Individuale | 612                     | 46                      | M. Brown (USA) (19) P 4-6   | non qualificato            | non qualificato              | non qualificato           | non qualificato            | non qualificato              | non qualificato |
| Guendalina Sartori                              | Individuale | 648                     | 13                      | C. Aguirre (COL) (52) V 6-0 | D. Kumari (IND) (20) P 2-6 | non qualificato              | non qualificato           | non qualificato            | non qualificato              | non qualificato |
| Lucilla Boari Claudia Mandia Guendalina Sartori | Squadre     | 1911                    | 6                       | N.D.                        | N.D.                       | Brasile (BRA) (11) V 162-148 | Cina (CHN) (3) V 201-205  | Russia (RUS) (2) P 205-205 | Taipei (TPI) (4) P 205-213   | 4º              |

### Triathlon
Maschile
| Atleta            | Evento      | Nuoto  | Trans. 1 | Ciclismo | Trans. 2 | Corsa  | Totale   | Classifica |
| ----------------- | ----------- | ------ | -------- | -------- | -------- | ------ | -------- | ---------- |
| Alessandro Fabian | Individuale | 17'22" | 49"      | 55'07"   | 40"      | 33'37" | 1h47'35" | 14º        |
| Davide Uccellari  | Individuale | 17'32" | 51"      | 56'57"   | 37"      | 35'09" | 1h51'06" | 34º        |

Femminile
| Atleta             | Evento      | Nuoto  | Trans. 1 | Ciclismo | Trans. 2 | Corsa  | Totale   | Classifica |
| ------------------ | ----------- | ------ | -------- | -------- | -------- | ------ | -------- | ---------- |
| Charlotte Bonin    | Individuale | 19'07" | 55"      | 1h01'29" | 43"      | 48'34" | 2h00'48" | 17ª        |
| Annamaria Mazzetti | Individuale | 19'42" | 52"      | 1h04'08" | 37"      | 46'34" | 2h01'53" | 29ª        |

### Tuffi
Maschile
| Atleta                           | Evento                | Preliminari | Preliminari | Semifinale      | Semifinale      | Finale          | Finale          |
| Atleta                           | Evento                | Punti       | Classifica  | Punti           | Classifica      | Punti           | Classifica      |
| -------------------------------- | --------------------- | ----------- | ----------- | --------------- | --------------- | --------------- | --------------- |
| Michele Benedetti                | Trampolino 3 m        | 390,85      | 17º Q       | 387,30          | 13º             | non qualificato | non qualificato |
| Andrea Chiarabini                | Trampolino 3 m        | 350,40      | 28º         | non qualificato | non qualificato | non qualificato | non qualificato |
| Maicol Verzotto                  | Piattaforma 10 m      | 313,10      | 27º         | non qualificato | non qualificato | non qualificato | non qualificato |
| Andrea Chiarabini Giovanni Tocci | Trampolino 3 m sincro | N.D.        | N.D.        | N.D.            | N.D.            | 395,19          | 6º              |

Femminile
| Atleta                           | Evento                | Preliminari | Preliminari | Semifinale      | Semifinale      | Finale          | Finale          |
| Atleta                           | Evento                | Punti       | Classifica  | Punti           | Classifica      | Punti           | Classifica      |
| -------------------------------- | --------------------- | ----------- | ----------- | --------------- | --------------- | --------------- | --------------- |
| Tania Cagnotto                   | Trampolino 3 m        | 347,30      | 4ª Q        | 324,40          | 7ª Q            | 372,80          | Bronzo          |
| Maria Marconi                    | Trampolino 3 m        | 292,95      | 19ª         | non qualificata | non qualificata | non qualificata | non qualificata |
| Noemi Batki                      | Piattaforma 10 m      | 256,90      | 26ª         | non qualificata | non qualificata | non qualificata | non qualificata |
| Tania Cagnotto Francesca Dallapé | Trampolino 3 m sincro | N.D.        | N.D.        | N.D.            | N.D.            | 313,83          | Argento         |

### Vela
Maschile
| Atleta                        | Evento | Regata | Regata | Regata | Regata | Regata | Regata | Regata | Regata | Regata | Regata | Regata | Regata | Regata | Punteggio Totale | Punteggio Netto | Classifica |
| Atleta                        | Evento | 1      | 2      | 3      | 4      | 5      | 6      | 7      | 8      | 9      | 10     | 11     | 12     | M      | Punteggio Totale | Punteggio Netto | Classifica |
| ----------------------------- | ------ | ------ | ------ | ------ | ------ | ------ | ------ | ------ | ------ | ------ | ------ | ------ | ------ | ------ | ---------------- | --------------- | ---------- |
| Mattia Camboni                | RS:X   | 11     | 13     | 4      | 37     | 37     | 9      | 10     | 21     | 3      | 3      | 5      | 1      | 20     | 174              | 137             | 10°        |
| Francesco Marrai              | Laser  | 39     | 11     | 18     | 5      | 22     | 11     | 5      | 1      | 13     | 23     | N.D.   | N.D.   | N.D.   | 148              | 109             | 12°        |
| Giorgio Poggi                 | Finn   | 11     | 4      | 16     | 11     | 18     | 15     | 7      | 19     | 11     | 18     | N.D.   | N.D.   | N.D.   | 130              | 111             | 18°        |
| Ruggero Tita Pietro Zucchetti | 49er   | 7      | 20     | 19     | 11     | 15     | 8      | 9      | 9      | 6      | 7      | 10     | 19     | N.D.   | 140              | 120             | 14º        |

Femminile
| Atleta                          | Evento       | Regata | Regata | Regata | Regata | Regata | Regata | Regata | Regata | Regata | Regata | Regata | Regata | Regata | Punteggio Totale | Punteggio Netto | Classifica |
| Atleta                          | Evento       | 1      | 2      | 3      | 4      | 5      | 6      | 7      | 8      | 9      | 10     | 11     | 12     | M      | Punteggio Totale | Punteggio Netto | Classifica |
| ------------------------------- | ------------ | ------ | ------ | ------ | ------ | ------ | ------ | ------ | ------ | ------ | ------ | ------ | ------ | ------ | ---------------- | --------------- | ---------- |
| Flavia Tartaglini               | RS:X         | 12     | 1      | 5      | 1      | 1      | 4      | 1      | 12     | 10     | 9      | 5      | 6      | 16     | 83               | 71              | 6°         |
| Silvia Zennaro                  | Laser Radial | 10     | 24     | 23     | 18     | 15     | 21     | 15     | 16     | 28     | 17     | N.D.   | N.D.   | N.D.   | 187              | 159             | 22°        |
| Elena Berta Alice Sinno         | 470          | 13     | 19     | 16     | 14     | 8      | 15     | 16     | 19     | 15     | 20     | N.D.   | N.D.   | N.D.   | 155              | 135             | 19°        |
| Francesca Clapcich Giulia Conti | 49erFX       | 3      | 7      | 7      | 6      | 10     | 8      | 15     | 13     | 5      | 6      | 4      | 7      | 6      | 97               | 82              | 5°         |

Misti
| Atleta                          | Evento   | Regata | Regata | Regata | Regata | Regata | Regata | Regata | Regata | Regata | Regata | Regata | Regata | Regata | Punteggio Totale | Punteggio Netto | Classifica |
| Atleta                          | Evento   | 1      | 2      | 3      | 4      | 5      | 6      | 7      | 8      | 9      | 10     | 11     | 12     | M      | Punteggio Totale | Punteggio Netto | Classifica |
| ------------------------------- | -------- | ------ | ------ | ------ | ------ | ------ | ------ | ------ | ------ | ------ | ------ | ------ | ------ | ------ | ---------------- | --------------- | ---------- |
| Vittorio Bissaro Silvia Sicouri | Nacra 17 | 10     | 12     | 3      | 3      | 3      | 7      | 6      | 13     | 13     | 2      | 7      | 4      | 14     | 97               | 84              | 5°         |